# Battling Siki
Vous lisez un « article de qualité » labellisé en 2022.
Pour les articles homonymes, voir Siki.
Battling Siki, né Amadou Fall, également connu comme Louis Phal et M'barick Fall, est un boxeur sénégalais né le 22 septembre 1897 à Saint-Louis en Afrique-Occidentale française (aujourd'hui au Sénégal) et mort assassiné le 15 décembre 1925 à New York.
Enfant turbulent, le Sénégalais arrive en Europe dans des circonstances incertaines vers l'âge de 10 ans. Abandonné à Marseille, il enchaîne les petits boulots et des rencontres l’amènent à s'initier à la boxe. Après avoir choisi son nom de ring, Battling Siki, l’adolescent effectue des combats pour quelques francs dans le sud de la France avant l’interruption de sa carrière par la Première Guerre mondiale.
Poilu décoré de la croix de guerre et de la médaille militaire, il reprend sa carrière pugilistique à Toulouse en 1919 où il se distingue. Après s'être illustré dans la capitale parisienne, Siki peine à trouver des adversaires et entame une tournée de combats à l'étranger. Aux Pays-Bas, il rencontre Lijntje van Appeltere avec qui il fonde une famille. Père, il multiplie les combats et enchaîne les succès contre les meilleurs boxeurs européens jusqu'à s'imposer comme le prétendant au titre de champion du monde. Le 24 septembre 1922 au stade Buffalo, Battling Siki choque le monde sportif en infligeant un calvaire à l'idole Georges Carpentier. Le combat soulève de nombreuses polémiques, sur un potentiel arrangement ou encore sur la décision de l'arbitre de disqualifier Siki avant de le déclarer vainqueur sous la pression des spectateurs.
Quelques semaines après son triomphe, la Fédération française de boxe le suspend neuf mois et le destitue de ses titres français pour une incartade. Parti défendre son titre mondial en Irlande, Battling Siki s'incline en pleine guerre civile contre l'Irlandais Mike McTigue. La revanche conclue contre Carpentier n'a jamais lieu. Il part seul aux États-Unis, sans sa femme ni son fils. Il y connaît de multiples difficultés. Indésirable en France, menacé d'expulsion en Amérique qui le pousse à un deuxième mariage, Siki peine à trouver sa place. Poignardé et hospitalisé en juillet 1925, il est abattu de deux balles dans le dos le 15 décembre à New York, puis enterré dans une fosse commune. Rapatriée au Sénégal en 1993 à l'initiative de José Sulaimán, sa dépouille se trouve dans sa ville natale depuis.

## Biographie

### Jeunesse en Afrique
Plusieurs éléments de la biographie de Battling Siki, dont son nom personnel, sa date de naissance et les circonstances de son immigration en France sont l'objet de divergences entre historiens,. Ses divers noms illustrent la difficulté pour un Africain à produire un état civil officiel à la fin du XIXe siècle, bien que les personnes nées à Saint-Louis — comme à Dakar, Gorée et Rufisque (les « quatre communes ») — bénéficient de la citoyenneté française, alors que les autres habitants de la colonie ont un statut d'indigènes,,.

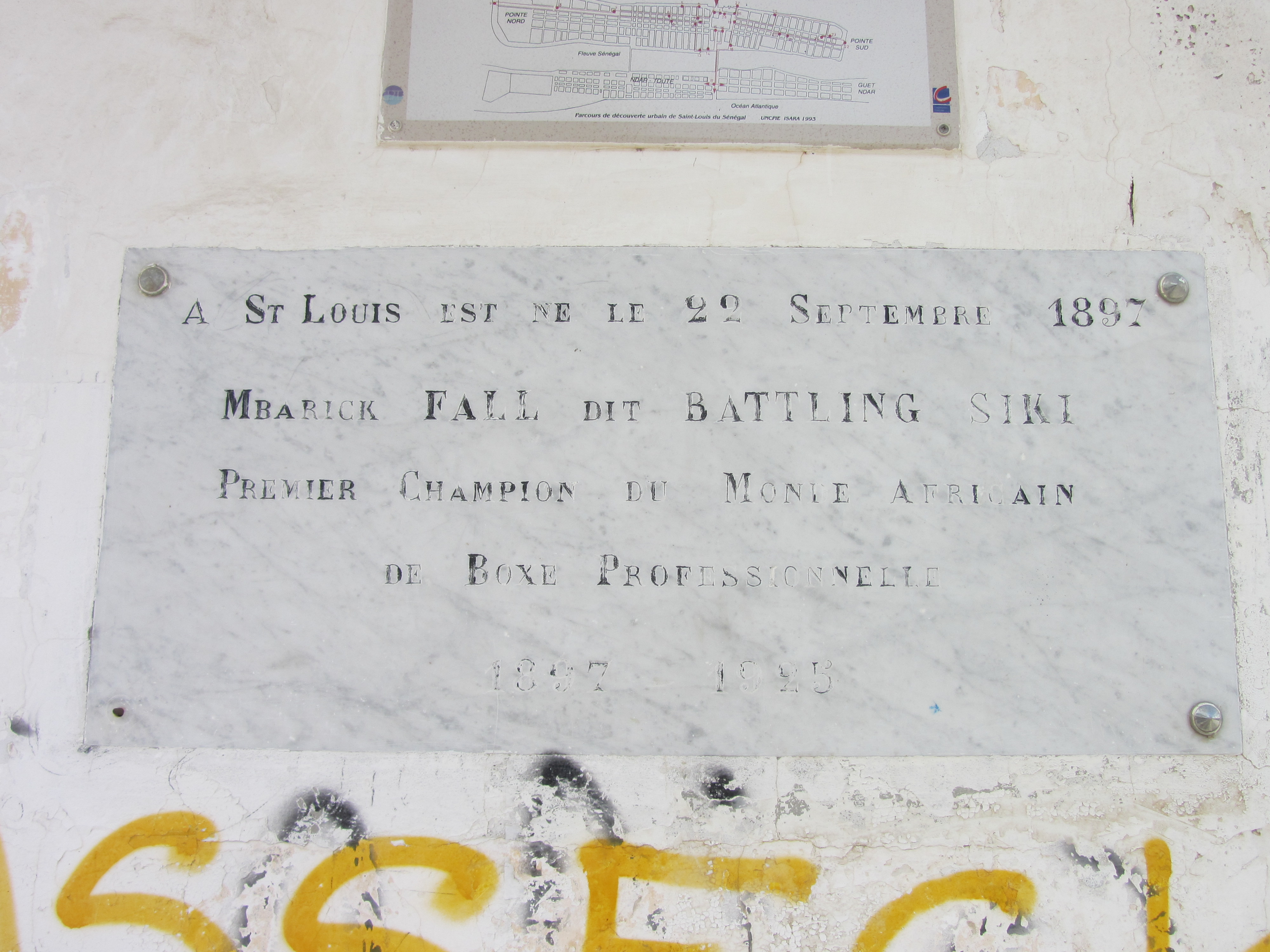
Plaque commémorative de Battling Siki à Saint-Louis.

Selon Peter Benson, le fils d'Oulimata et Assane Fall se voit attribuer le prénom d'Amadou lors de sa cérémonie religieuse mais l'enfant serait rapidement appelé par tous M'barick, un prénom d'origine toucouleure,. Pour le New York Times et Nat Fleischer, des tirailleurs sénégalais surnomment l’enfant Baye,. En 1922, c'est cette identité que Battling Siki évoque à la presse parisienne : « Je suis né à Saint-Louis du Sénégal le 16 décembre 1899 ; alors ne me vieillissez pas, et, mon vrai nom, c'est Baye Fall ; Baye en sénégalais, se traduit en français par Louis. »,.
Selon son cousin Oumar Sarr, Amadou Fall est un enfant très turbulent. Baye Fall se fait surtout connaître sous son nom de ring « Battling Siki ». Le nom de Siki serait la déformation du terme Siggil ! qu'il lançait aux boxeurs qu'il entraînait et qui veut dire en wolof (sa langue maternelle), « Relève la tête ! ». Pour l'historien Peter Benson, Fall choisit probablement ce nom en souvenir d'un ancien chef nyamwezi.
Sur le papier d'enregistrement de son décès à New York, il est indiqué qu'il est décédé le 15 décembre 1925 à l'âge de 24 ans ; et en même temps qu'il est né le 22 septembre 1897, ce qui lui ferait 28 ans à cette date. Amadou M'barick Fall est probablement né entre le 16 septembre 1897 et le 26 septembre 1897.

### Débuts pugilistiques en France
Les circonstances du départ d'Amadou Fall pour le sud de la France ne sont pas connues. Le mythe le plus propagé dans les journaux une décennie après son émigration est celui du jeune adolescent africain plongeant dans la mer pour se disputer avec d'autres nageurs sénégalais les pièces de monnaie jetées par les touristes. Une danseuse hollandaise — son identité est inconnue, d'autres théories la disent chanteuse ou comédienne, française ou encore allemande — alors en tournée à l'étranger, le remarque et l’emmène en Europe avec elle,. Parmi les autres versions existantes, l'universitaire Gerald Early suggère que le garçon est parti seul dans un bateau ou encore le quotidien L'Auto évoque qu'il est « amené en France par un fonctionnaire colonial ». Le mystère s'étend aux motivations de ce départ, si ses parents en ont ou pas connaissance — il pourrait s'agir d'un enlèvement — et à sa date. Peter Benson estime son voyage pour la France dans l'année 1908 alors qu'il serait âgé de 10 ou 11 ans.
Lorsque M'barick arrive à Marseille, il se trouve rapidement seul. Les raisons de son abandon sont inconnues, la thèse privilégiée est que sa protectrice doit retourner dans son pays d'origine mais ne peut l'emmener avec lui pour des raisons administratives et le laisse alors au propriétaire de l'hôtel dans lequel ils logent en lui laissant de l’argent pour vivre,. Plongeur dans la cuisine d'un bistrot marseillais, le jeune Sénégalais commence à fréquenter le Premierland marseillais, rue du Lycée, salle de boxe où son premier professeur est Paul Latil. Il se rend ensuite à Toulon où il fait un peu de boxe sous la direction d'Honoré Bruyère,. En 1912, Fall se trouve à Nice où il rencontre l'ancien boxeur amateur Gideon Gastaud sur la place Masséna. Ce dernier lui propose de le faire boxer en professionnel et c'est alors qu'apparaît son nom Battling Siki, plus ronflant,. Entre 1912 et 1914, il effectue une dizaine de combats dans le Sud de la France sans accéder à la notoriété.

### Soldat de la Première Guerre mondiale
La Première Guerre mondiale interrompt sa carrière. En 1914, les Sénégalais ne sont pas convoqués sous les drapeaux, Battling Siki rejoint l'armée volontairement. Incorporé comme soldat au 8e régiment d'infanterie coloniale puis au 73e régiment d'ALGP, le boxeur rencontre dans les camps de l'American Expeditionary Force pour la première fois des adversaires américains comme le sergent Jack Townsend. Il reçoit la médaille militaire en 1919, la croix de guerre avec deux palmes et accède au grade d'adjudant,. Selon le témoignage d'un soldat recueilli en 1925, il aurait reçu sept citations pour bravoure, blessures par éclats d'obus et baïonnette.

### Ascension spectaculaire et gloire

#### Boxeur de premier rang
Après la fin de la Grande Guerre, Battling Siki est chasseur à l'Albrighi, une brasserie de Toulouse. Il continue de faire des combats dans les fêtes foraines de la ville. Au théâtre des Nouveautés, Battling Siki remet les gants dans un combat officiel et envoie l’ancien champion de France Eugène Stuber au sol pour le compte dans la deuxième reprise. Le 29 décembre, il affronte Félix Léonard, présenté comme le champion de la Côte d'Azur, et le domine grâce à son jeu de jambes. La décision d'arbitrage revient à son adversaire, malgré les protestations de la foule. Deux semaines plus tard, il prend sa revanche face au Marseillais Henrys.
Le 16 février 1920, le Sénégalais, non classé, affronte Jean Audouy, un boxeur classé en première série par la Fédération française de boxe. Face à son ancien entraîneur, qui l’avait battu avant la guerre, Siki prend sa revanche et force l’arrêt du combat au quatrième round. Lorsque les promoteurs parisiens apprennent qu'un homme a mis Audouy hors combat en quatre reprises à Toulouse, ils se précipitent pour le faire venir à Paris. Le Sénégalais ne rate pas sa chance et marque les esprits pour son premier combat dans la capitale en poussant à l'abandon Léon Derenzy dès la troisième reprise,.
Considéré comme un « homme dangereux qui boxe avec une puissance extraordinaire », il enchaîne les succès dans la capitale. En avril, Battling Siki s'impose par knockout face à Victor Marchand, numéro deux des poids moyens français, au Nouveau Cirque à Paris,. Par voie de presse, le vainqueur lance un défi au champion de France, Ercole Balzac, lui promettant de lui laisser l'intégralité de la recette s'il ne le bat pas avant la limite,. Le champion ne répond pas au défi. Principal partenaire d'entraînement de Paul Journée dans sa préparation au championnat de France face à Paul Hams, Siki se prépare à une revanche face à Lefèvre lorsque le promoteur Henri Mionnet, qu'il a rencontré pendant la guerre, lui propose des combats aux Pays-Bas.

#### Tournée internationale triomphale
Dans une interview en 1922, Battling Siki déclare : « J'ai dû partir à l’étranger car en France je ne trouvais pas à boxer ; les managers ne voulaient pas s'occuper de moi ; et même pour des bourses dérisoires, les promoteurs me fermaient leurs salles ». Après une victoire aux points contre l'imposant Bertes Ahaus, il met knockout rapidement Daan Holtcamp, un ancien catcheur sans technique pugilistique, la semaine suivante. Siki se déplace à l'étranger pour affronter le champion de Belgique, Jeff DePaul, à Anvers, et le champion des Pays-Bas, Wim Westbroek, à Rotterdam. Siki domine les deux champions et reste en Hollande après son combat.
Opposé au Britannique Tom Berry, celui qui est présenté à la foule comme une « merveille noire », domine son adversaire dans une rencontre mouvementée qui voit l’un et l’autre prendre l’avantage. La revanche est attendue, le Sénégalais montre aux passionnés de sport hollandais des actions offensives et défensives qu'ils n'ont jamais vues. Le 30 août, elle se tient à Rotterdam et voit Berry gagner au terme des quinze rounds. Les soupçons de match arrangé sont relayés dans la presse, Battling Siki, apathique lors des dernières reprises, est tombé au plancher sur une tape anodine. Si ces accusations ne sont pas prouvées, elles ternissent la réputation de Siki à Rotterdam et réduit l’intérêt des spectateurs dans les combats entre étrangers.
Quelques jours après sa victoire sur Hans Breitenstraeter à Berlin, Battling Siki affronte le boxeur hollandais Herman Sjouwerman, ancien marchand et champion national de lutte. La mobilité et la virtuosité de Siki lui offrent une nette victoire aux points face à un adversaire qui essaie de le mettre hors combat sur un coup de poing. Après une exhibition avec Sabri Muhir, le Sénégalais domine Bertus Ahaus aux points et retourne à Berlin pour forcer à l'abandon le champion d'Italie des poids lourds Giuseppe Spalla dans la neuvième reprise,. Un mois plus tard, à Hambourg, il met knockout le poids lourd allemand Hugo Podzuhn.
Enchaînant les victoires et en confiance, Battling Siki défie les champions français dans L'Auto. En juin, opposé au poids lourd britannique Harry Reeve, auquel il rend neuf kilos à la balance, il remporte une victoire aux points face à un adversaire qui le neutralise en l'attrapant et en utilisant la lutte,.

#### Inattendu prétendant

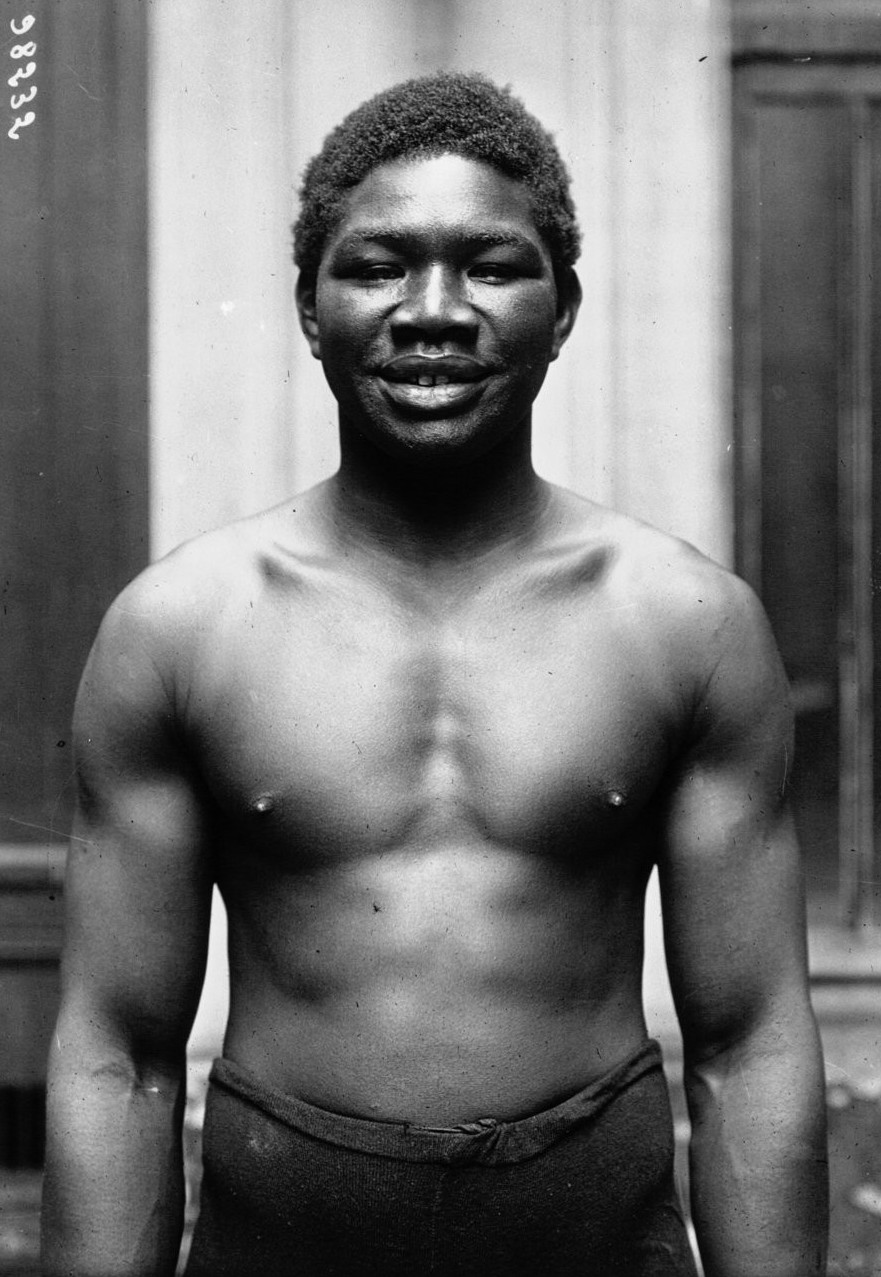
Portrait de Battling Siki en 1922.

Pour son retour en France, Battling Siki domine Gabriel Pionnier le soir du match Jack Dempsey contre Georges Carpentier et s'impose comme un rival sérieux au champion d'Europe Ercole Balzac,. Alors que les boxeurs anglais et américains ont des prétentions financières importantes, les organisateurs de combat de la capitale saisissent l'occasion du retour de Siki. Programmé au Cirque de Paris, le combat Siki-Balzac est promu par la publicité et la presse. Contraint de faire le poids pour affronter le champion d'Europe des poids moyens, Siki ne s'en trouve pas affaibli,. Après avoir esquivé quelques initiatives de Balzac, Siki rouvre une plaie mal soignée au-dessus de l’œil de son adversaire dès la première minute du combat. Dans la deuxième reprise, il envoie au sol le champion d'Europe d'un crochet du gauche à la mâchoire. Balzac se relève, tourne le dos à Siki et se dirige vers son coin, entraînant l'arrêt du combat par l’arbitre, sous de vives protestations du public. Un article sur la première page du quotidien L'Auto proclame : « Battling Siki mérite le titre de champion » déclarant qu’il est incontestablement, après ses dernières victoires, le meilleur poids moyen français,. La Fédération française de boxe, qui ne s'attendait pas à ce que le populaire Balzac s'incline de la sorte, n'attribue aucun titre à Siki — arguant que la nouvelle règle lui permettant de le faire n’est pas encore en vigueur — mais le classe en première série des poids moyens,.
Fort de ce succès, le Sénégalais défie les meilleurs boxeurs français de son poids : Georges Carpentier, Paul Journée et Marcel Nilles mais il rencontre de grandes difficultés à trouver des adversaires. Lepart emmène Siki à Toulouse où il affronte son ancien sparring-partner Battling Marcot qu'il bat par knockout. Prévu dans deux matchs d'exhibition contre le Français Rouquet et l’Allemand Frey, il accepte en dernière minute un affrontement contre le champion de Belgique des lourds-légers Jean Leroi au parc d'attractions Magic City,. Le 21 octobre, face à un adversaire de 73 kg qu'il sait peu puissant, le Sénégalais envoie son adversaire au tapis dans la deuxième reprise par de belles droites. Déclaré vainqueur par l'arbitre, les spectateurs protestent et considèrent que le Belge s'est relevé juste à temps. En réponse à ces protestations, l'organisateur de la soirée propose, fait rare, un match-revanche le soir-même qui connaît la même conclusion, le Belge va au tapis dans les deuxième et troisième rounds puis abandonne avant le début de la quatrième reprise,.

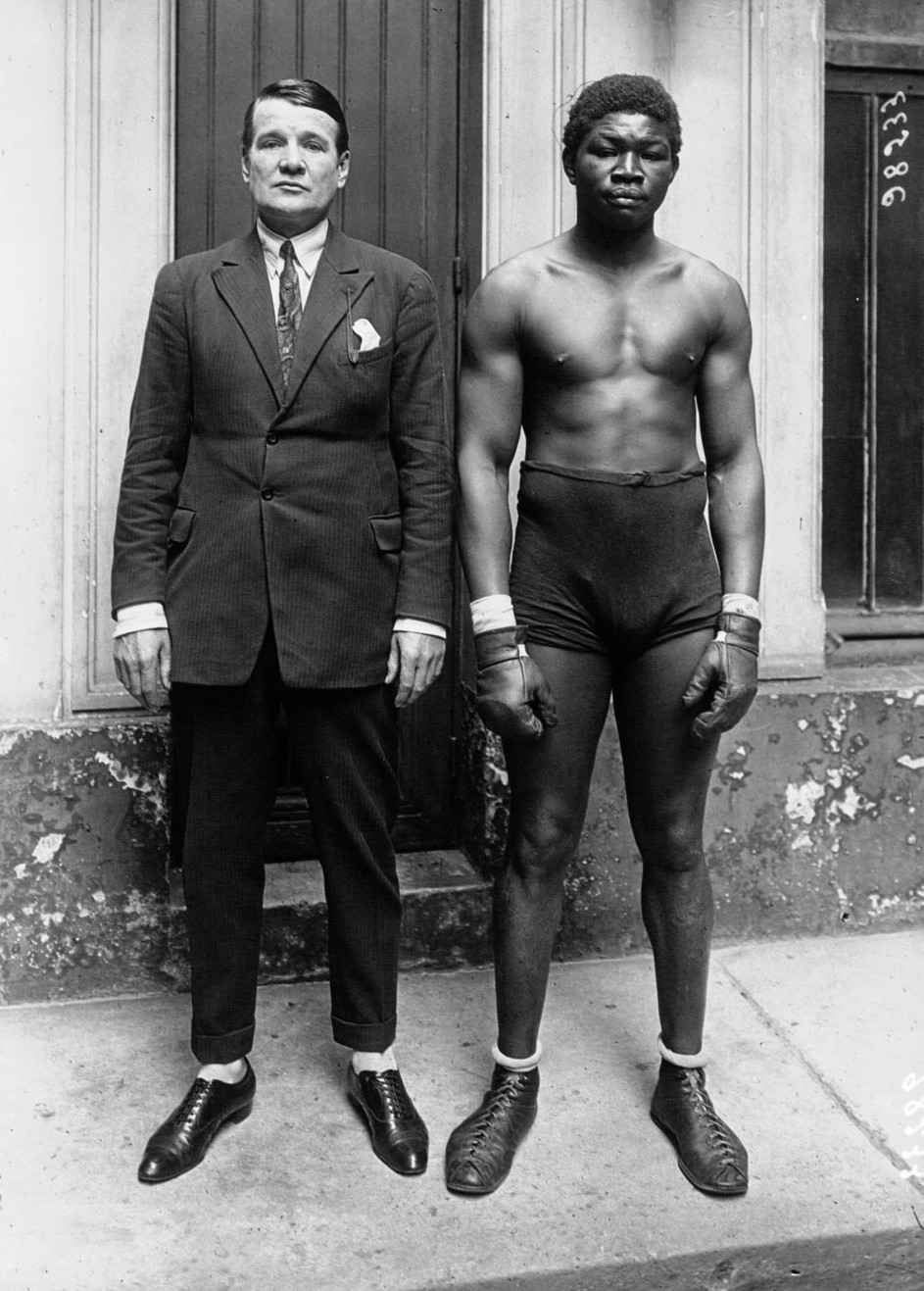
Charlie Hellers et Battling Siki en 1922.

Le 7 décembre 1921, le boxeur sénégalais affronte Paul Journée au Vélodrome d'Hiver devant des milliers de spectateurs dans une soirée record pour la boxe française,. L'opinion sportive publique vient assister au combat de celui qui a défrayé la chronique en défiant Georges Carpentier. Malgré un handicap de onze kilos — il pèse 79 kg, son adversaire 90,3 kg —, il malmène son adversaire par ses assauts fréquents. Avec une garde basse et un jeu de jambes vif, Siki est à l'offensive dans le ring, visant la mâchoire de Journée. Même si, fatigué, il limite ses mouvements en fin de combat et envoie une partie de ses coups à l’aveugle, sa victoire en quinze reprises ne souffre aucune contestation,.
Alors que les rumeurs et l'éventualité d'un combat avec Georges Carpentier grandissent, Henri Mionnet, son ancien manager de Rotterdam, déclare qu'il a toujours un contrat valable pour gérer la carrière de Battling Siki. La Fédération française de boxe lui donne tort et confirme qu'Eli Lepart est l'agent du boxeur au début de l'année 1922. Ce dernier cherche des combats en Angleterre, pendant que Siki, jeune père, multiplie les combats face à des boxeurs de classe inférieure comme Iter ou Jules Lenaers avec une motivation purement pécuniaire. Si les deux affrontements contre le Belge Alphonse Rogiers donnent de sanglantes bagarres dont il sort vainqueur aux points,, l'athlète s'amuse sur le ring chaque week-end face à des adversaires inférieurs. À Alger, il est opposé en avril à l’Algérois Louis Piochelle, l'un des meilleurs boxeurs français, qu'il bombarde de coups à la face pour obtenir un succès aux points salué par une ovation du public,.
Déçu des efforts de Lepart, Siki recherche un nouveau manager qui peut lui permettre d'affronter Carpentier et choisit Charlie Hellers, l’ancien agent d'Ercole Balzac.

#### Champion du monde
Georges Carpentier, boxeur préféré des Français et champion du monde, veut effectuer son retour en France face au poids lourd Marcel Nilles en septembre 1922. La Fédération française de boxe exige que Nilles combatte d'abord Siki pour justifier sa place dans ce championnat. Pour tous ces acteurs, le Sénégalais n’a aucune chance de battre Nilles qui se prépare déjà au combat face au champion du monde. Fin juin, pour la dernière soirée de la saison, le Vélodrome d'Hiver est comble. Plus le combat progresse, plus le Sénégalais démontre sa supériorité, annihilant son adversaire, qui semble médusé face à son endurance et son allant. Battling Siki remporte l'affrontement aux points,,. Cette victoire place Battling Siki comme l'adversaire de Carpentier dans sa rentrée à Paris. Toujours persuadés que le Sénégalais n’a aucune chance de battre le « Grand Georges », le champion et la Fédération française de boxe acceptent que les nombreux titres de celui-ci soient remis en jeu pour ce combat (ceintures européennes des mi-lourds et lourds, française et mondiale des mi-lourds),. Pour tous, le combat semble dépourvu d'enjeux sportifs, la mise à mort symbolique de Battling Siki paraît programmée.
Pour Battling Siki, ce combat représente une chance exceptionnelle. Il est le premier boxeur noir à disputer un championnat du monde depuis sept ans et a la possibilité de devenir le premier champion du monde noir depuis Jack Johnson. Pour préparer le combat de sa vie, il s'installe dans un gymnase de fortune sous une tente dans la patinoire du Luna Park. Pendant plusieurs semaines, il s'entraîne dur avec des combats d'entraînements contre Bob Scanlon.

Préparation au championnat du monde contre Georges Carpentier à Luna Park.
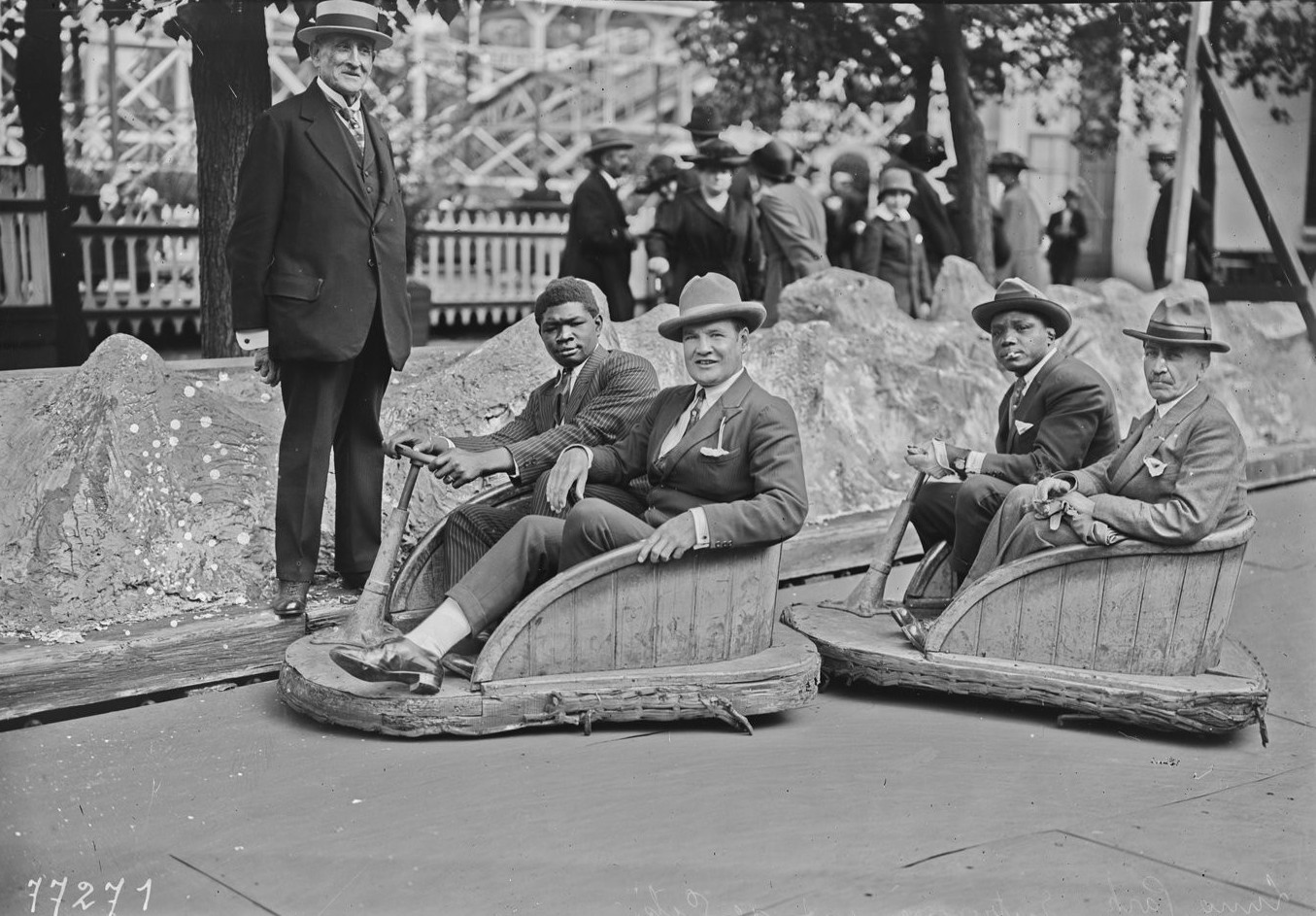
Battling Siki et son manager Charlie Hellers dans un auto-tamponneuse du parc.
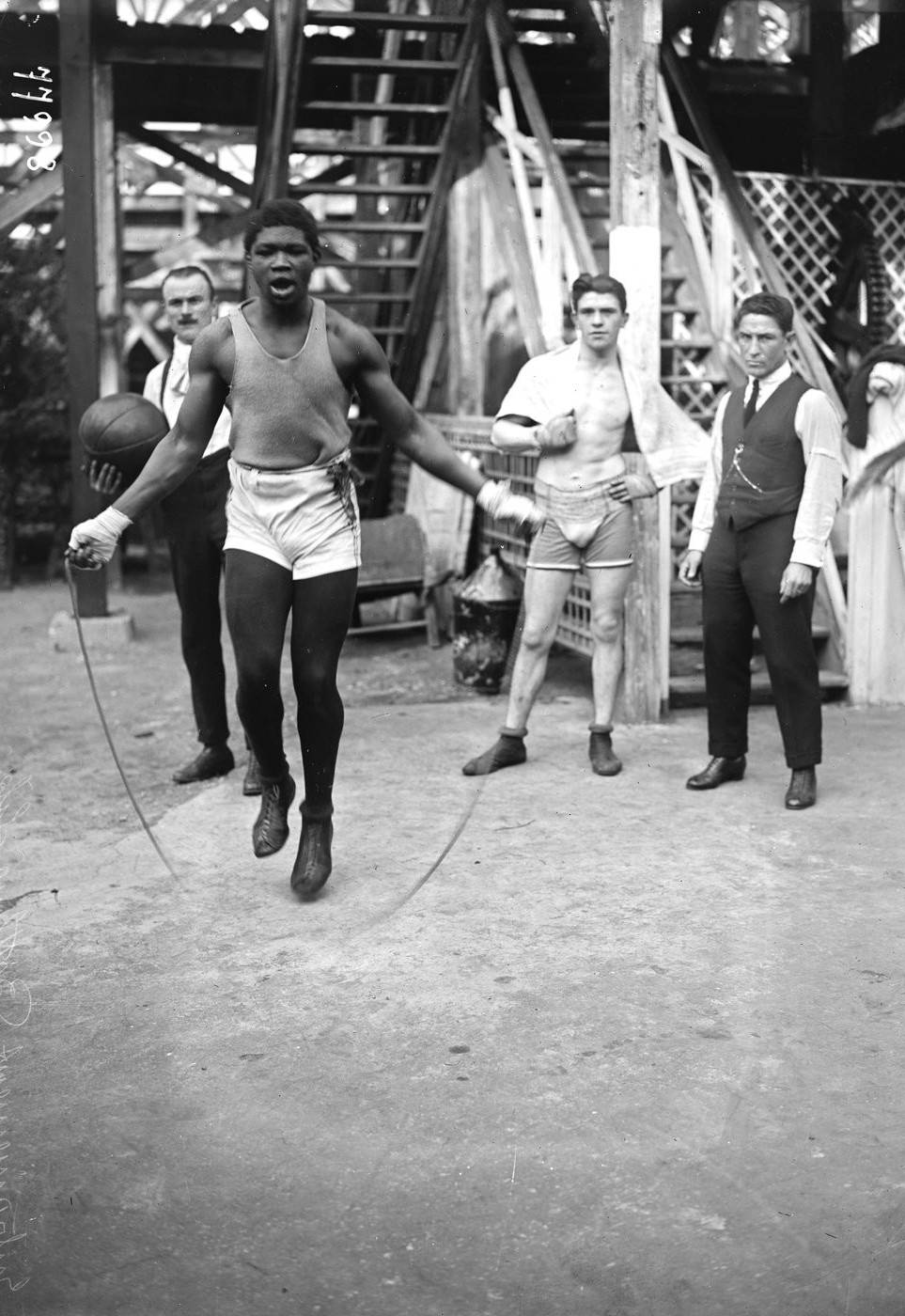
Échauffement à la corde à sauter.
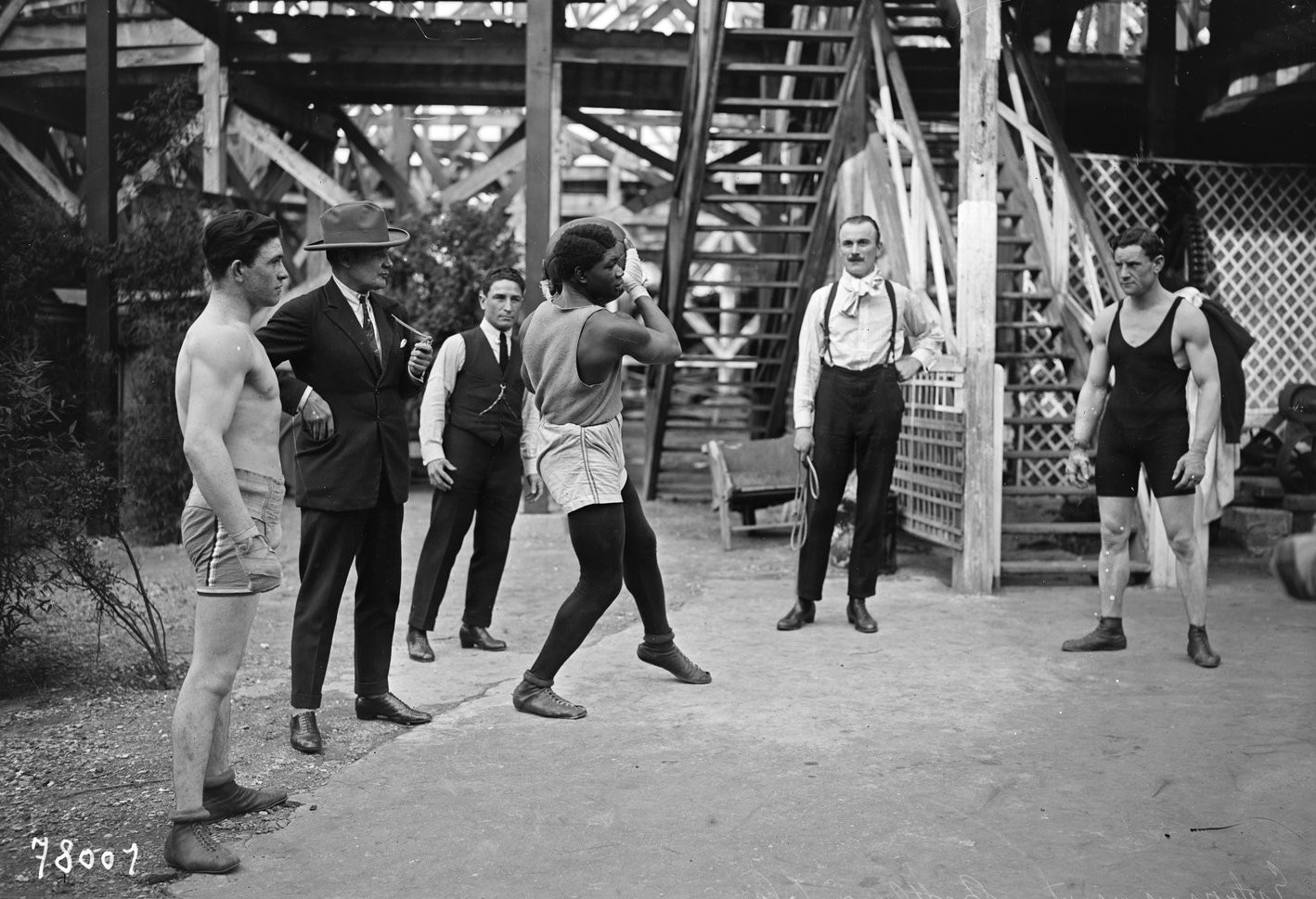
Musculation avec une médecine ball.
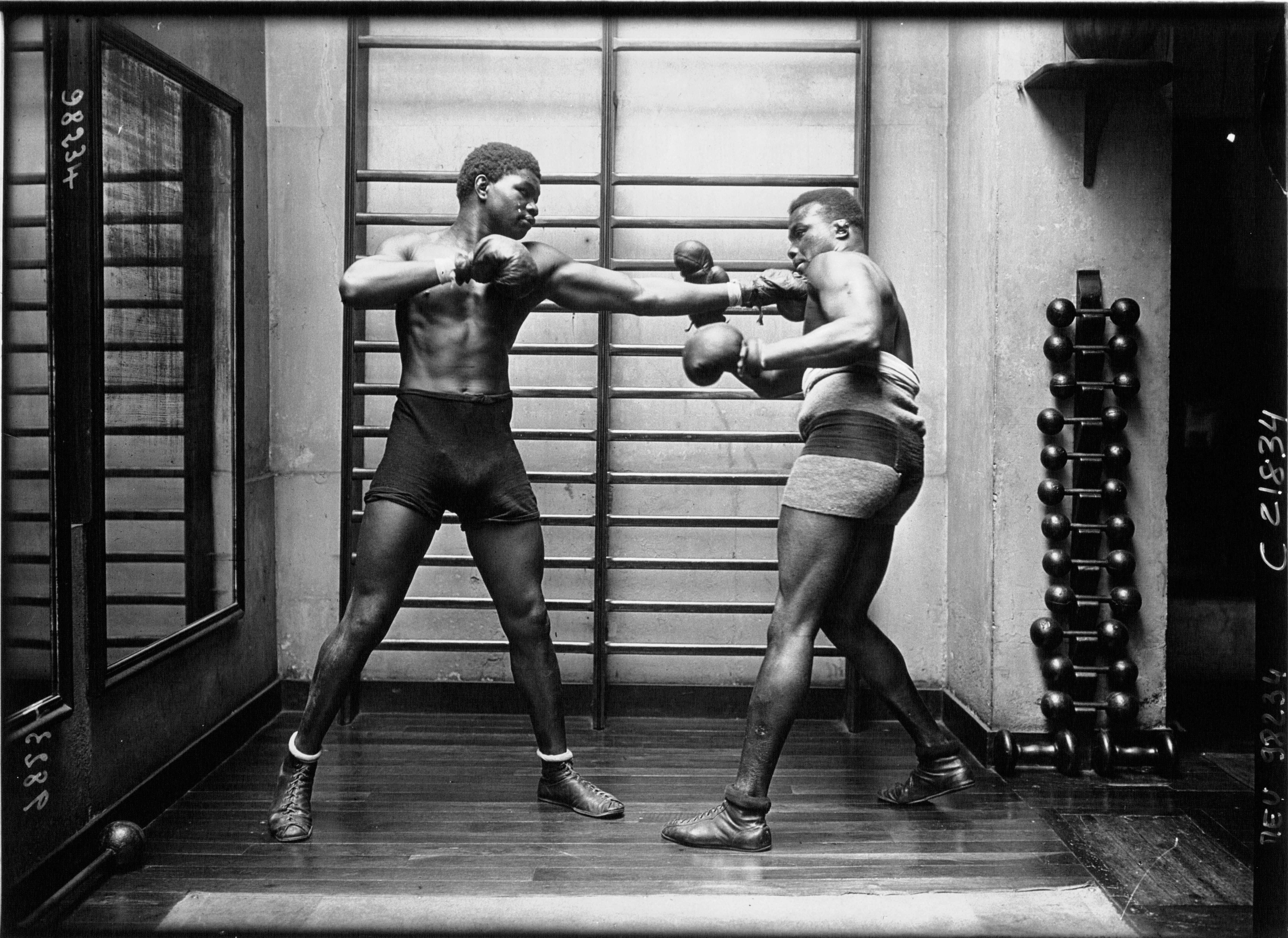
Entraînement avec Bob Scanlon.

Le retour du boxeur prodige du Nord est un événement en soi et l'occasion d'un « beau match de propagande »,. Ce grand combat est organisé dans une enceinte à la taille de l'événement : le stade Buffalo qui vient d'être construit à Montrouge.
L'événement se déroule le 24 septembre 1922 devant 40 000 personnes, une foule record pour un combat européen. Jean Brunier et Paavo Nurmi font partie des personnalités présentées sur le ring en introduction au combat. De nombreuses célébrités sont présentes dont André Antoine, Victor Boin, Alice Cocéa, Eugène Cornuché, Eugène Criqui, Nina Myral, Henri Diamant-Berger, Pierre de Guingand et Jean Yonnel. Au premier round, Siki pose un genou à terre. Au lieu de le compter, l'arbitre lui demande de se relever et lui reproche son manque de combativité,. Dans le deuxième round, Georges Carpentier porte ses coups avec une violence accrue. Siki sort de sa réserve et touche à plusieurs reprises la mâchoire de Carpentier dans le tourbillon de coups qu'il lui lance,. Au troisième, Siki s'agenouille de nouveau, avant d'infliger d'un swing du gauche le même affront à Carpentier, de plus en plus malmené. La dynamique de l'affrontement a changé, Carpentier est groggy et bientôt dominé, battu, condamné,. Sous les coups de Siki, son œil gauche se ferme, sa lèvre est arrachée, sa pommette droite fendue, ses joues et son nez tuméfiés. Le champion titube, s'accroche, court à l'aveugle vers Siki, il est une épave sur le ring. À la sixième reprise, Siki envoie Carpentier sur le dos. Le champion ne peut se relever, mais l'arbitre, au lieu de le déclarer hors combat, disqualifie Siki pour un croc-en-jambe. Devant les protestations des spectateurs, le verdict est changé en victoire pour Siki vingt minutes plus tard, à l'initiative du président de la FFB Paul Rousseau qui compose en catimini une réunion avec son vice-président, M. Pujol, et Victor Breyer, alors arbitre officiel de la FFB — ces deux derniers étant aussi les juges du combat. Dans un état lamentable, Georges Carpentier est emporté hors du stade sur les épaules de ses soigneurs, serviette sur la tête,.

Images du combat Siki-Carpentier au stade Buffalo en 1922.
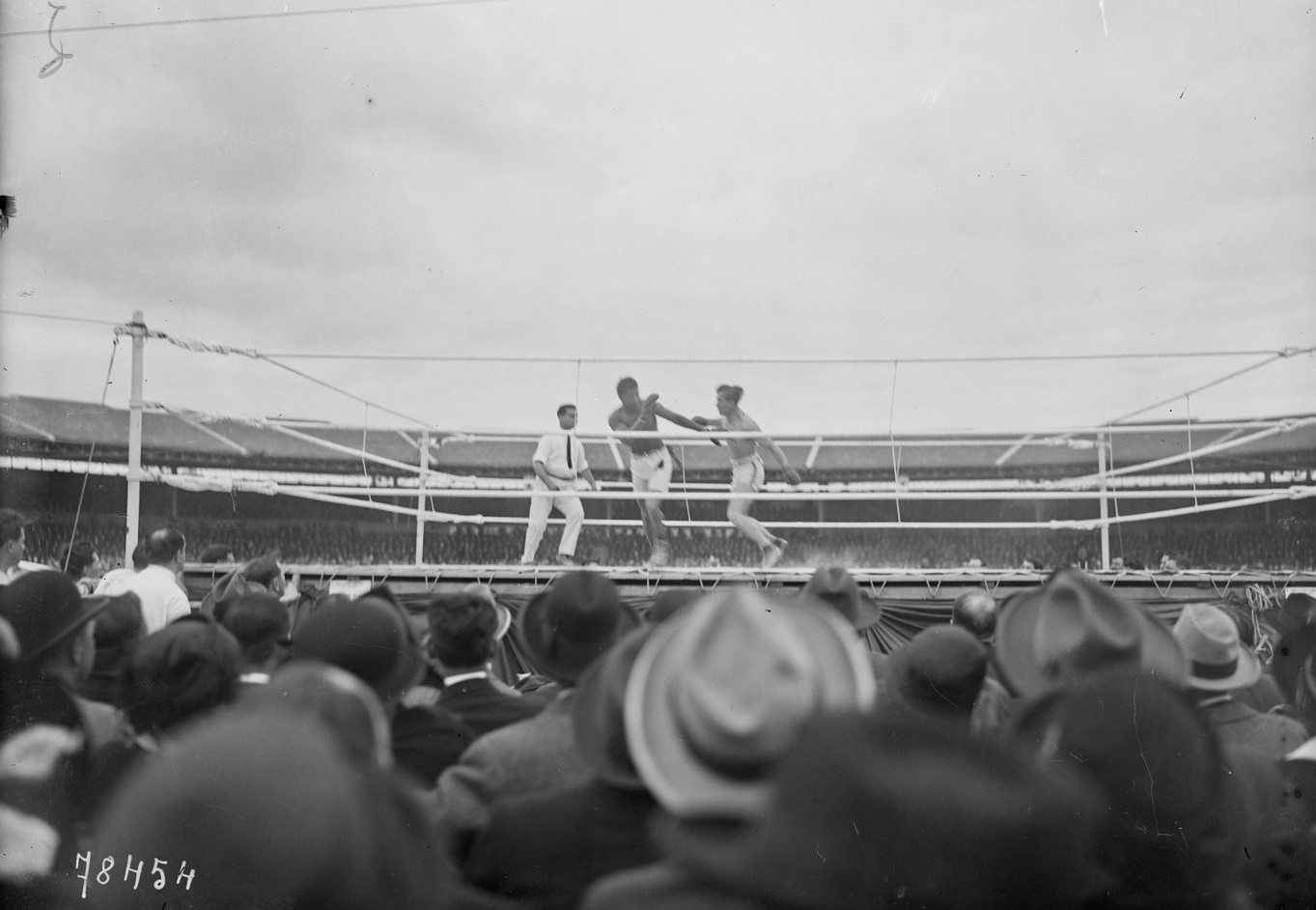
Battling Siki, piètre défenseur, tente d'éviter les coups de Carpentier.
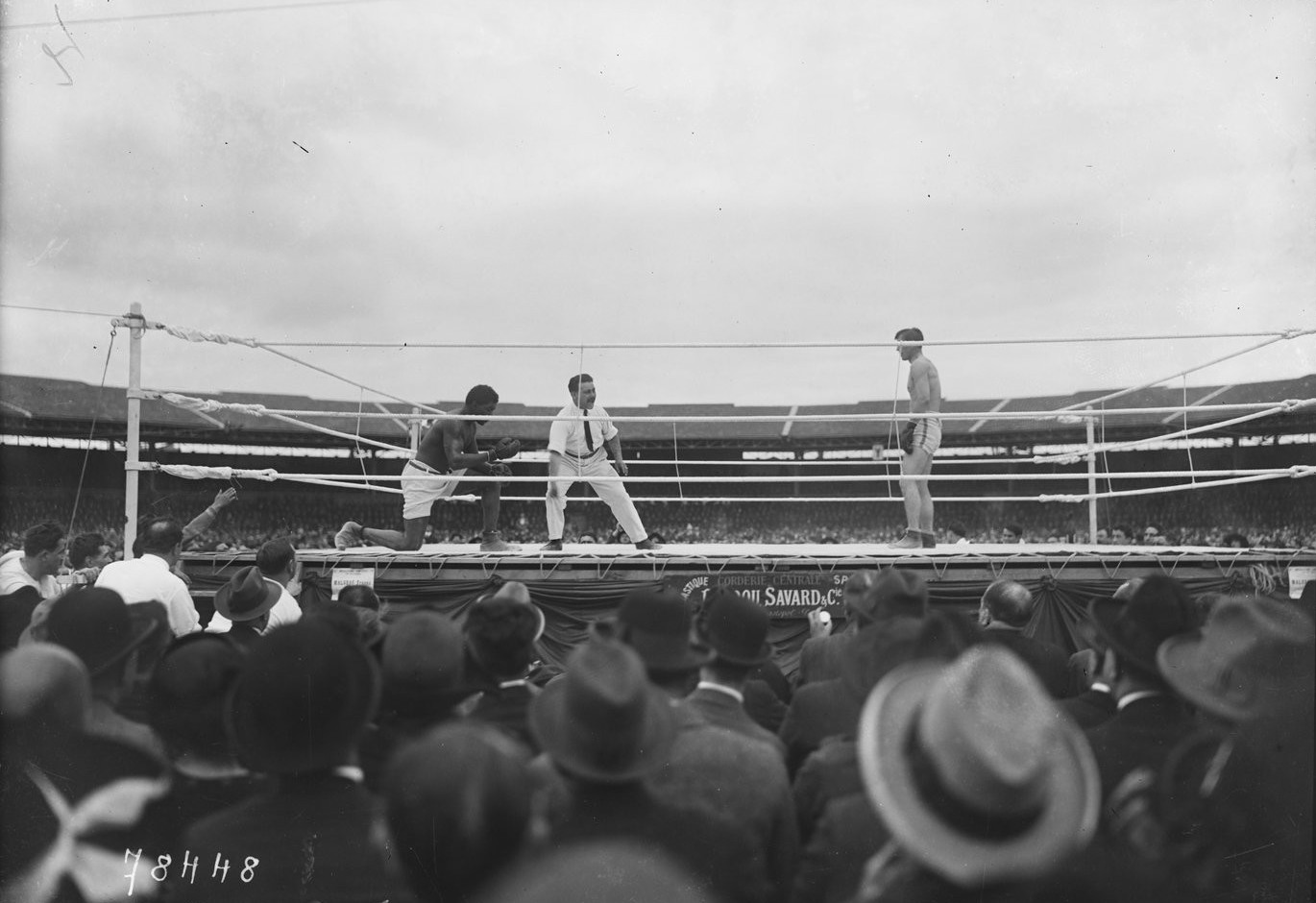
Touché à la mâchoire, Siki met un genou au sol pour la deuxième fois.
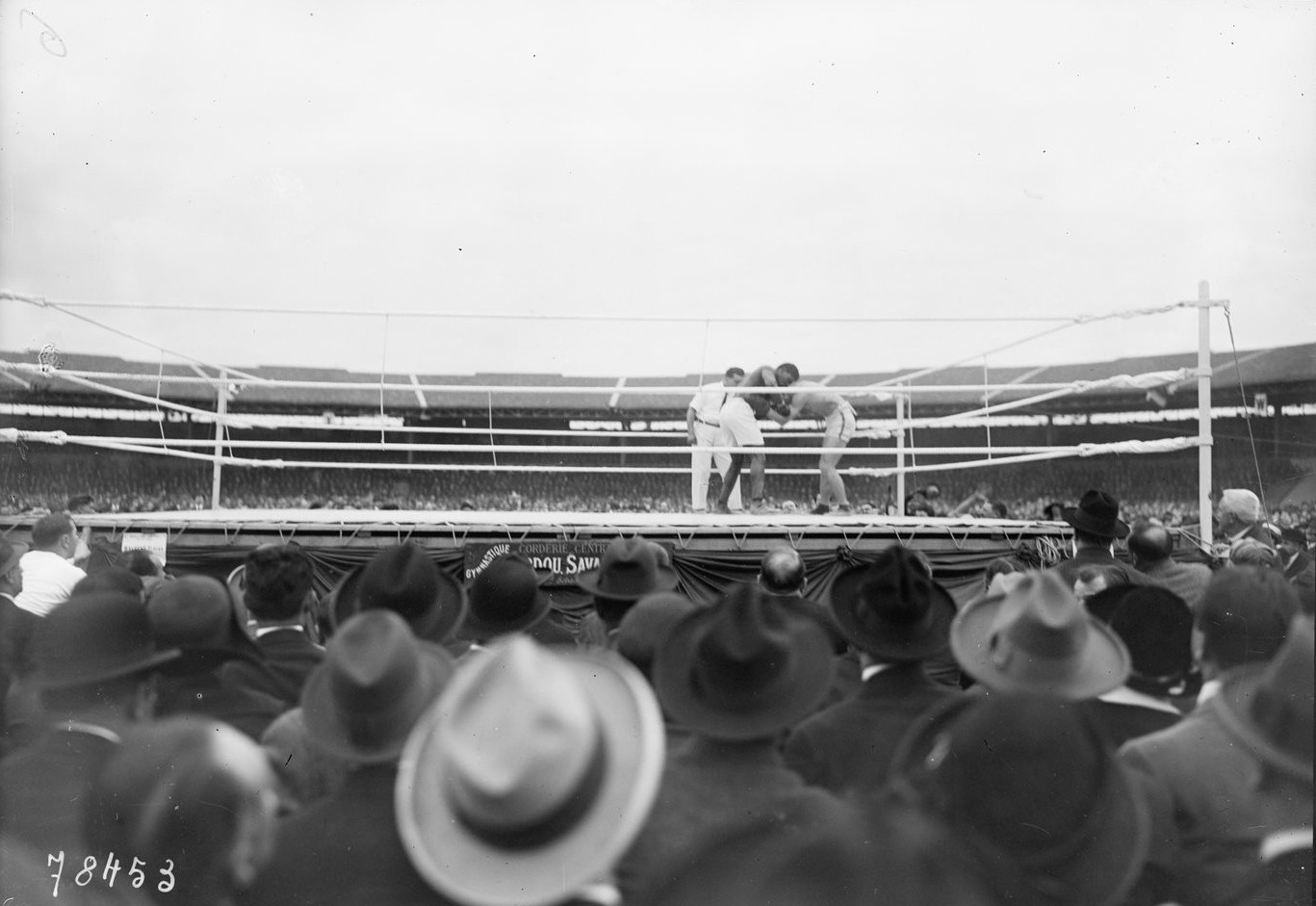
Siki passe à l'attaque et impose sa puissance.
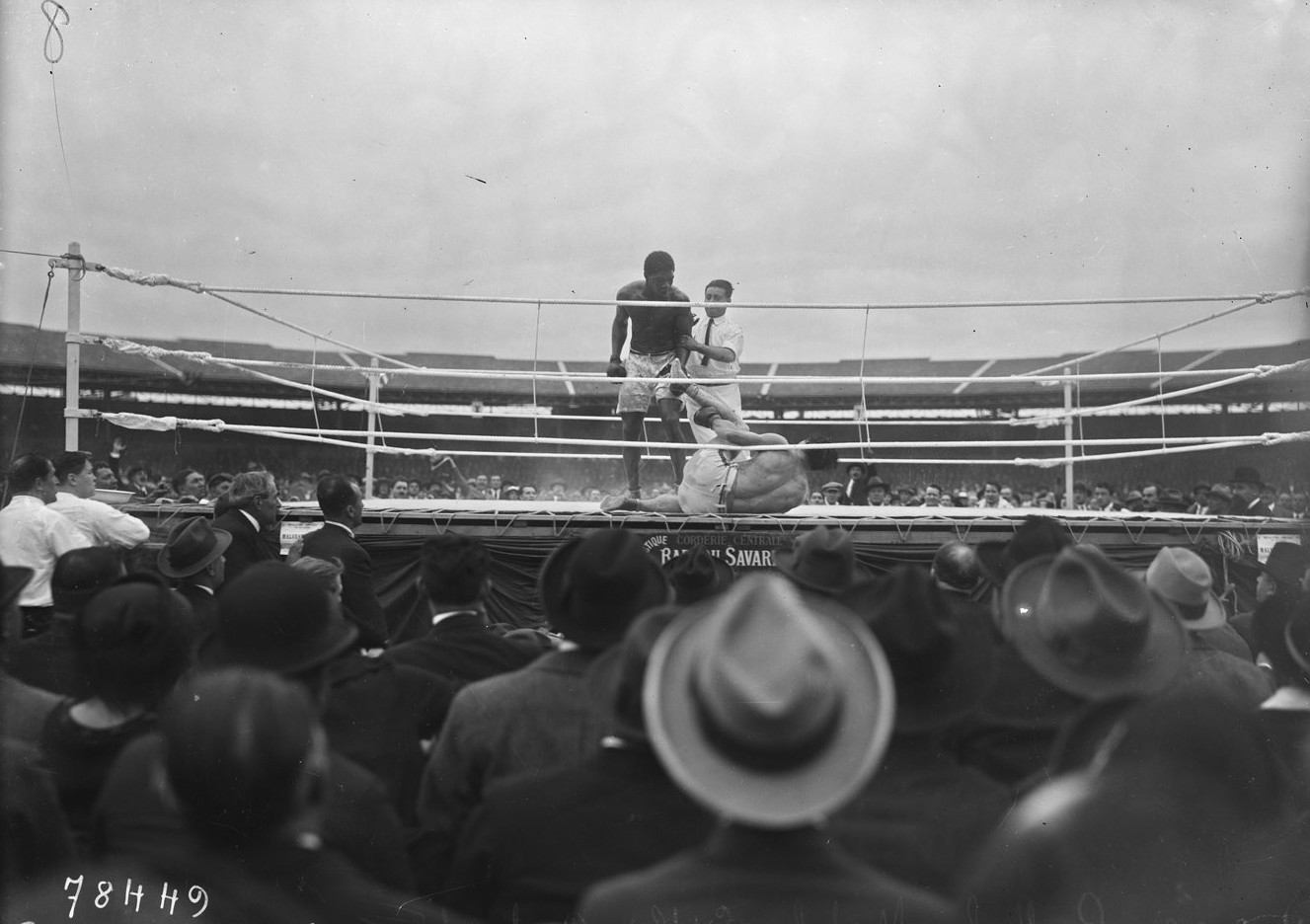
Georges Carpentier est au sol, il ne se relèvera pas.
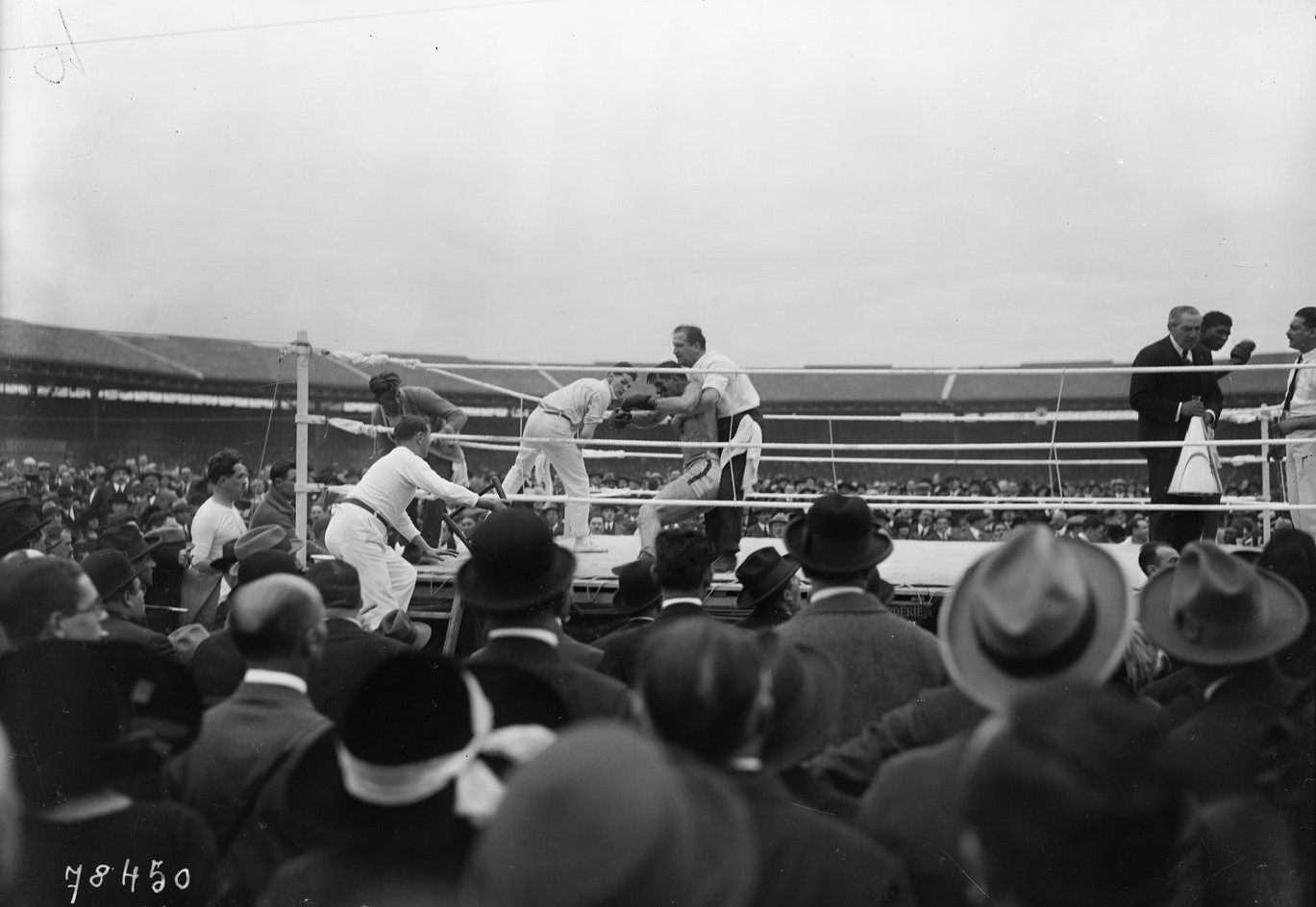
Knockout, Carpentier est relevé et emmené dans son coin par l'arbitre.

Au lendemain de ce combat, l'exploit fait les gros titres des journaux qui l’évoque comme une « tragédie » (une de L'Écho des Sports), « véritable tragédie » (Henri Decoin dans L'Auto). Henri Desgrange prend la plume pour railler les « incompétentes compétences » qui annonçaient avec assurance la victoire certaine de Carpentier. Deux jours après le combat, François Deschamps, le manager de Georges Carpentier, fait appel mais il sera débouté. Ayant fait perdre beaucoup d'argent aux parieurs de mèche avec les promoteurs de ce match, Battling Siki est ostracisé et sera finalement suspendu de la Fédération française de boxe,. Ce combat est le premier élu surprise de l'année Ring Magazine.

### Une fin tragique

#### Polémiques et suspension

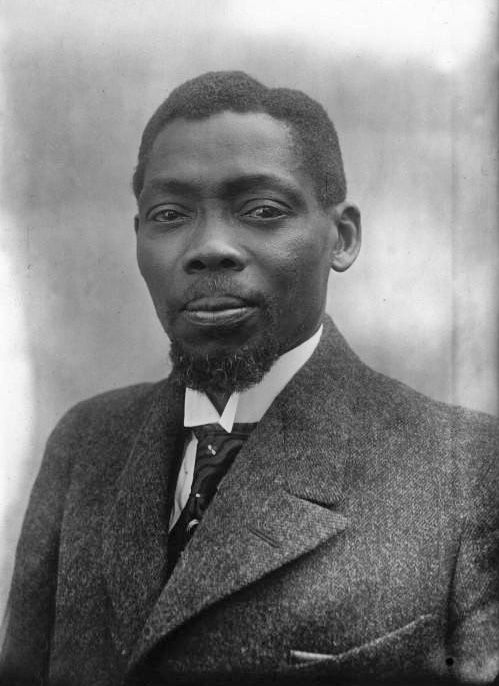
Le député Blaise Diagne prend la défense de Battling Siki à la Chambre des députés.

Après le combat, les rumeurs d'un match arrangé en faveur de Georges Carpentier circulent dans Paris. Deux jours après son triomphe, Battling Siki lâche « et dire que je devais tomber pour Carpentier » devant une petite assistance réunie par M. Gris, un honorable industriel de Saint-Maur qui l'a hébergé les trois dernières nuits précédant le combat. Le lendemain, se plaignant des gains perçus après le combat, il réitère ses accusations devant le propriétaire du Floréal-Hôtel où il loge depuis deux ans et demi. Alors que ses émotions passent de l’euphorie à l'abattement, Battling Siki ingurgite abondamment de l'absinthe et du vin. La bourse de son combat, 35 000 francs soit celle du perdant, disparaît rapidement, le champion du monde offre des verres, des cigares et doit prendre le taxi pour éviter la foule. Pressenti dans un combat contre le champion britannique Joe Beckett, son manager le fait patienter, préférant attendre que la presse, qui le décrit comme un alcoolique et un voyou, se calme.
Le triomphe de Battling Siki devient immédiatement politique. Dans L'Humanité, Paul Vaillant-Couturier place ce succès dans le contexte d'une France qui découvre en France métropolitaine le préjugé de couleur après l'arrivée massive d'indigènes des colonies lors de la Première Guerre mondiale pour défendre le territoire. Il pressent que cette victoire du boxeur d'origine africaine menace l'impérialisme colonial de la France et la définition d'un homme de couleur docile, vivant de peu, incapable de se défendre, travaillant à bas prix. Il voit dans ce combat « quelque chose de beaucoup plus grave que le truquage d'une épreuve sportive. Il y a là un symptôme caractéristique de la campagne organisée contre les hommes de couleur, il y a là le symbole même du colonialisme. Carpentier, sorte de drapeau national, gant de boxe tricolore et casserolier patriote, ne pouvait pas sans danger être battu par un nègre. S'il était battu, il fallait châtier le nègre. On n'y a pas manqué. Siki apparaît donc, en quelque sorte, aujourd'hui, en face de Carpentier, comme le champion même des races opprimées en face de leurs oppresseurs ». Dans le journal Le Paria, Nguyên Ai Quôc, futur Hô Chi Minh, écrit avec malice : « Depuis que le colonialisme existe, des Blancs ont été payés pour casser la g... aux Noirs. Pour une fois, un Noir a été payé pour en faire autant à un Blanc ».
Le 8 novembre, le Sénégalais est soigneur de Billy Balzac qui défend son titre de champion de France des poids moyens contre Maurice Prunier à la salle Wagram. Lorsque l'arbitre arrête Balzac au onzième round, Siki monte sur le ring pour s'en prendre à Prunier et menacer son manager Fernand Cuny,. Officiels et journalistes le font évacuer, il doit être protégé par la police, les spectateurs voulant le lyncher,. Le surlendemain, la Fédération française de boxe exclut la disqualification à vie, la suspension de deux années puis celle de douze mois avant de voter une suspension de neuf mois pour le boxeur français. Selon J.-H. Rosny aîné de l'académie Goncourt, cette exclusion du ring est un « Moyen commun, en somme, de se débarrasser d'un noir qui s'apprêtait à humilier maints museaux de nuance claire ». Trois jours plus tard, jour de l'Armistice, Battling Siki est interpellé et emmené au commissariat de la rue Thorel pour avoir grimpé sur une table et fait un discours en uniforme militaire.
Début décembre, le député Blaise Diagne relaie dans la presse puis à la tribune de la Chambre que le combat Siki-Carpentier était un match arrangé,. Dans son intervention à la tribune, le député du Sénégal avance qu'il a la preuve que le résultat de la rencontre Siki-Carpentier était réglé avant la rencontre par les deux managers et que Battling Siki devait se coucher dans la quatrième reprise. Diagne dépose un amendement tendant à supprimer la subvention accordée à la Fédération française de boxe. Dans une réponse à Henry Paté, le président de la Fédération, Paul Rousseau exclut tout « conflit de races ». La Fédération porte plainte contre le député.
Le boxeur confirme publiquement les propos du député : « Moi, je n’étais rien avant le combat, n’est-ce pas ?... Je n’étais qu'un boxeur quelconque, sans réputation et sans argent... Hellers m'avait dit : « En te battant avec Carpentier, tu gagneras beaucoup de sous, mais il faut te laisser faire… » Je suis arrivé sur le ring avec l'intention de tomber comme on me l’avait commandé... Au premier, au deuxième, au troisième, je me suis laissé faire... Mais, au quatrième round, quand je me suis vu à genoux, devant cinquante mille personnes, j'ai pensé ceci : « Voyons, Siki, tu n’es jamais tombé devant aucun boxeur… Tu n’es jamais allé à genoux en public... comme tu t’y trouves en ce moment… » Et mon sang n'a fait qu'un tour... Je me suis redressé et j’ai frappé... ». Il maintient ses dires lors d'une confrontation face à son manager Hellers organisée dans les bureaux de L'Auto. Les accusés, Charles Heller en tête, le critiquent vivement dans les journaux et le disent « aigri ».
Ces polémiques déconsidèrent la boxe anglaise. Le colonel Adolphe Girod, député à la Chambre, dépose une proposition de loi pour imposer à hauteur de 50 % les bourses de boxe. Au contraire, elle attire de la sympathie pour le Sénégalais. En racontant les différents épisodes de l’affaire, Georges de La Fouchardière fait dans L'Œuvre le parallèle entre le parcours du boxeur avec celui du Huron dans L'Ingénu. En février 1923, la Fédération française de boxe se réunit sous prétexte du vingtième anniversaire de sa fondation pour trouver un accord avec l'avocat du boxeur afin que toutes les plaintes de l'« affaire Siki » soient retirées. Critiquée pour sa sévérité par l'opinion publique, la Fédération trouve une porte de sortie sans que ne soit étalée devant les tribunaux les dessous du combat contre Carpentier. Elle amnistie Battling Siki et intervient auprès de l'International Boxing Union pour qu'elle redonne ses titres au boxeur.

#### Vedette «énigmatique» poussée à l'exil

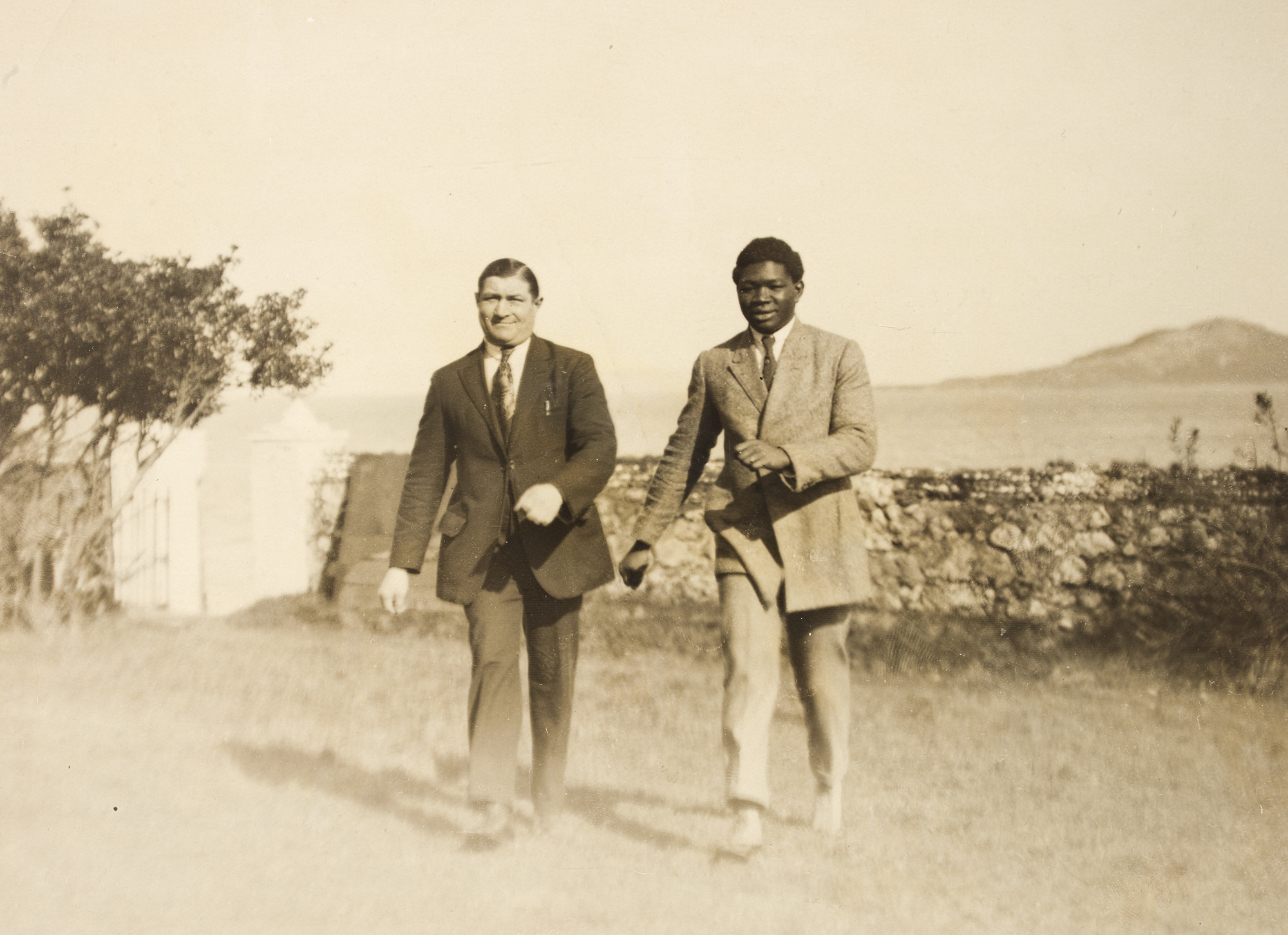
Siki avec son manager Eugène Stuber en Irlande.

Battling Siki signe un contrat pour rencontrer l'Irlandais Mike McTigue à Dublin en Irlande le 17 mars 1923, jour de la fête de la Saint-Patrick, en pleine guerre civile irlandaise. Champion du monde boycotté, il arrive le 5 mars dans la capitale irlandaise et est accueilli par une acclamation et sous garde policière, les rebelles ayant menacé d'attentats si le combat est organisé.
Après vingt rounds âprement disputés, Battling Siki est déclaré vaincu par l'arbitre irlandais. La décision est mal accueillie et de vives protestations se font entendre dans la salle, y compris de la part d'Irlandais. En conséquence, certains disent qu'il n'a pas été déclaré vainqueur à cause d'un arbitrage « à domicile ». Le combat ne mettait pas de titre en jeu, mais aussitôt après l'annonce du résultat, les fédérations de boxe britannique et américaine déclarent l'Irlando-Américain champion du monde. L'International Boxing Union (IBU), quant à elle, ne valide pas le résultat du match qui de toute évidence contrevenait à tous ses règlements. À partir de mars 1923, la catégorie des poids mi-lourds vécut une situation ubuesque ; elle compte deux champions du monde,.
Cette défaite n’entache aucunement l'intérêt des journaux pour le boxeur sénégalais, même si certaines voix s'élèvent contre ce traitement médiatique. Après avoir mis deux semaines à revenir en France par bateau, Battling Siki fait couler beaucoup d'encre de l'Europe à l’Amérique. De passage à la Foire du Trône, il achète un lion pour en faire don à un jardin dans lequel les enfants pourront le regarder,. Le lion est déplacé dans une cage spéciale pour l'emmener chez Siki, à Vanves, mais celle-ci ne passe pas la grille du jardin de la villa et l'animal doit retourner à Auteuil. Le boxeur se sépare du lion début mai, mais l'histoire passionne et persiste. Alors que ses multiples managers se disputent entre eux, le boxeur est condamné à 305 francs d'amende pour ivresse, port d'arme prohibée et coups et injures,,.
Pour mettre fin à la guerre des managers, la Fédération française de boxe contraint Battling Siki à ne signer de contrat qu'en présence du président Paul Rousseau,. La Fédération l’oblige à remettre tous ses titres en jeu contre le Messin Émile Morelle contre son gré, mais après le match elle est obligée de se dédire,. Le boxeur menace de ne pas combattre si son titre mondial est en jeu, et après le refus de la fédération, il se présente à la pesée mais refuse de monter sur la balance. Présenté comme « l'être le plus étrange, le plus fantasque et aussi l’athlète le plus extraordinaire qu'on ait jamais vu » par Henri Decoin, Siki est peu entraîné et bien qu’hors de forme, il envoie Morelle au tapis plusieurs fois avant de se faire disqualifier sur un coup bas qui lui vaut les huées du public,,.
La Fédération française de boxe et l'IBU souhaitent contraindre Battling Siki à affronter Nilles, usant de la menace d'une suspension à vie qui reste vaine. Le chantage de Tex Rickard — en cas de forfait, il abandonnerait son projet de lucratifs combats pour Siki en Amérique — fait céder le Sénégalais qui accepte le combat face à Nilles. Après un round apathique dans lequel il est pressé par un adversaire qui lui fonce dessus, Battling Siki profite d'un moment d'hésitation de Nilles pour le mettre KO d'un enchaînement d'un crochet du gauche puis un swing du droit,,. Après cette victoire, l'envie des sportifs français d'assister à une revanche entre Siki et Carpentier est encore plus forte. Aucun des acteurs ne semble véritablement intéressé par une revanche. Justifiant d'un contrat avec son ancien boxeur qui lui devrait 30 % de ses bourses, Eli Lepart assigne Siki en référé et obtient après négociation avec l’avocat du boxeur, Alcide Delmont, la somme de 35 000 francs, le montant de la bourse de Siki contre Carpentier,. Le promoteur de Morelle le poursuit à son tour, arguant que la lettre publique de Siki déclarant qu'il ne combattrait pas Morelle a réduit ses recettes de billetterie. Après une nouvelle victoire par knockout contre Gaston Marmouget, Siki décide de partir pour les États-Unis.

#### Singular Senegalese

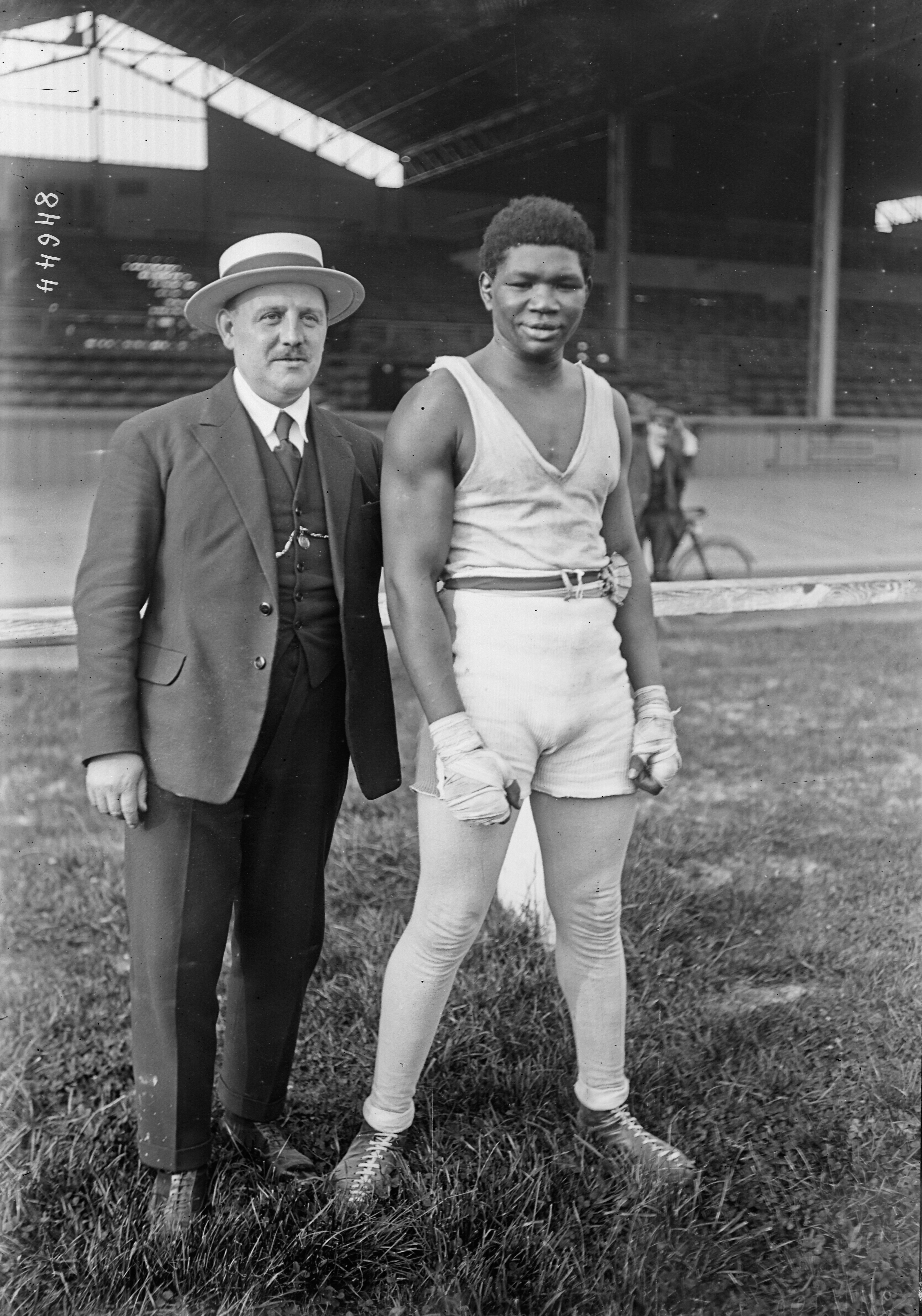
Battling Siki embarque aux États-Unis avec son manager Louis Défremont (photographie des deux hommes au stade Buffalo en juin 1923).

Battling Siki embarque à destination de New York à bord du paquebot Berengaria en août 1923. Présenté à la presse américaine, le boxeur jusque-là connu comme le « sauvage des boulevards » fait bonne impression même s'il ne parle pas anglais,. Plus petit qu’attendu par les journalistes, il est vu comme un garçon drôle et sympathique, ses biceps impressionnent et sa coupe de cheveux surprend. Son manager, Louis Defrémont, échoue à lui obtenir une licence et l’accord de la commission de l'État pour qu’il combatte, officiellement par peur qu'il trouble l'ordre public. Defrémont organise une série de matchs exhibitions au Canada contre l'ancien champion du monde Jack Johnson, un grand succès qui plaît aux pugilistes canadiens,. Dans le train qui le mène à Montréal, il cause un tel grabuge qu'il est sorti du train à la première gare. L'argent est de nouveau la cause de sa colère, il déclare que ses managers et promoteurs lui ont volé ses bourses, ce qu'ils justifient par les dépenses engagées pour organiser les exhibitions.
Bob Levy achète le contrat pour gérer la carrière du célèbre boxeur étranger pour 6 000 dollars. Après avoir signé le contrat, cet amateur de baseball, novice dans la boxe, apprend qu'il hérite d'un combat prévu contre le boxeur noir Kid Norfolk, que Siki, hors de forme, ne veut pas combattre et dont il a déjà reporté l'affrontement à deux reprises. Après une nouvelle altercation dans un bar, le champion du monde en titre fait une nouvelle fois les titres de la presse,. Rapidement, il lui trouve un nouveau surnom, inspiré d'une expression lancée par une employée du boxeur : Singular Senegalese. La publicité faite par Levy se révèle efficace, l’attraction Siki attire une foule de 12 180 spectateurs au Madison Square Garden le 20 novembre 1923. Pour ce combat, le boxeur sénégalais encaisse près de 9 000 dollars,. Malgré une condition physique déplorable, Battling Siki livre un excellent combat. Après trois rounds d'intenses échanges de coups de poing, sa fatigue se fait sentir et à partir de la quatrième reprise, les plaies se multiplient sur son visage sous les coups de Norfolk,. Mal soigné par son inexpérimenté coin, qui lui fait boire du Johnnie Walker aux minutes de repos, Siki s'étouffe dans son propre sang avant de voir son œil gauche se fermer. Après une longue agonie, Siki tente tout dans le dernier round avec un long crochet du gauche qui manque d'envoyer Norfolk hors du ring. Après l'annonce du verdict en faveur de l'Américain, les spectateurs applaudissent les deux combattants pour leur combat, salué le lendemain dans les journaux,. Populaire dans la défaite, Siki reçoit des offres pour combattre à Atlanta et à La Havane.
C'est aux États-Unis que Siki apprend qu'il est défait de tous ses titres pour ne pas avoir affronté Georges Carpentier gratuitement au bénéfice des laboratoires scientifiques de France. C'est également aux États-Unis qu'il perd deux combats successifs en novembre et décembre 1923. En novembre 1924, Bob Levy l'oppose à Tony Marullo pour le premier combat interracial présenté à New York depuis cinq ans, le prévenant en dernière minute du remplacement de l'adversaire programmé, Paul Berlenbach. D'abord dominé, Battling Siki multiplie les enchaînements de coups et domine l'Américain. Sous les sifflets de la foule, il est donné perdant par les juges. Le mois suivant, le boxeur français est installé dans un restaurant lorsqu'un serveur refuse de prendre sa commande et lui demande de sortir car l'établissement ne sert que les Blancs. Siki refuse et est arrêté par deux policiers. Il passe la nuit en prison et est condamné quelques jours plus tard pour ébriété et trouble à l'ordre public.
En mars 1925, Battling Siki s'incline par KO technique contre Paul Berlenbach. Dès lors, les journaux ne s'intéressent plus qu'à ses frasques. En juin, alors qu'il monte dans un métro pour assister au combat entre Johnny Dundee et Sid Terras à Coney Island, son singe domestiqué saute de son épaule et crée la panique sur le quai. Le mois suivant, le Sénégalais est retrouvé inconscient sur la 41e rue, perdant abondamment du sang. Le boxeur a été poignardé à la joue gauche, selon lui alors qu'il s'interposait dans une bagarre entre deux hommes. Après ces frasques et cette agression, le département du Travail des États-Unis déclare publiquement que Battling Siki n'est plus le bienvenu et qu'il est en situation irrégulière depuis novembre 1924,. Il lui est demandé de quitter le pays sous peine d'être déporté.

#### Meurtre
Dans la soirée du 14 décembre 1925, Battling Siki sort de son domicile du 361 de la 42e rue Ouest en disant à sa femme qu'il va « faire un tour avec des amis ». Vers minuit, plusieurs témoins le voient vagabonder sur la neuvième Avenue. À 2 h 30, il se trouve dans le quartier de Hell's Kitchen lorsque le policier John Meehan s'arrête en voiture à sa hauteur pour vérifier que tout va bien. Quatre heures plus tard, ce même policier trouve un homme au sol, sur le ventre, tête contre le trottoir, au pied d'un immeuble de la 41e rue. Il retourne l'homme et découvre Battling Siki. Entendant son cœur battre, il appelle le Dr Bassaton de l'hôpital de New York. Les policiers du poste de la 30e rue Ouest arrivent en même temps que le médecin qui déclare Siki mort d'une hémorragie interne due à deux balles d'arme à feu,.
Le corps est emmené à la morgue et l'enquête policière commence. Après la découverte d'une arme de calibre 32 devant le 33 de la 41e rue et le témoignage d'un porteur de journaux qui a entendu les coups de feu et aperçu un homme dans un manteau clair fuir la scène, les policiers pensent pouvoir trouver le coupable rapidement. L'autopsie révèle que deux balles se sont logées dans son poumon gauche et dans ses reins ; et que le boxeur souffrait de pleurésie et d'une condition générale anémique. Dans les journaux, sa femme américaine, Lilian, déclare qu'il était « un bon garçon, il était juste facétieux. Il ne voulait de mal à personne »,.
Abattu de balles dans le dos, tirées de près, son assassinat ne fait aucun doute. Presque unanimement, les journaux blâment le comportement de Siki qui expliquerait son meurtre. Pourtant, selon l’enquête de police, le boxeur fait la tournée des bars seul sans heurt apparent cette nuit-là. La principale piste mène au jeune Martin Maroney, tout juste majeur, qui s'est vanté d'être responsable du meurtre du boxeur à une cabine téléphonique devant un policier sous couverture. Vu par plusieurs témoins sortant du bar avec Siki, il avoue avoir payé une consommation à l'athlète et être sorti avec lui lorsque deux hommes lui ont tiré dessus. L'intérêt populaire et médiatique autour de l'affaire diminue rapidement, les meurtres sont alors fréquents dans le quartier. Après sept mois en prison, Maroney est libéré par manque de preuves. Personne ne sera jamais inculpé pour ce meurtre.
Le crime donne lieu à de multiples thèses ; les journalistes comblent les vides laissés par l’enquête. Paris-Soir invente des coups de rasoir avant que la fable d'une vengeance d'un nouveau match arrangé non respecté soit privilégiée sans preuve. Selon Gaston Bénac, Siki a été victime d'un gang new-yorkais et d'un tueur à gages, Harris, qui a attendu la fin de la tournée des bars du boxeur pour l'abattre,,. Plusieurs décennies plus tard, Ocania Chalk défend que le boxeur a été victime de racistes après des échanges d'insultes dans un bar plus tôt dans la soirée. Pour Peter Benson, la thèse la plus plausible est celle d'un meurtre par un gangster, expliquant pourquoi le tireur n'aurait pas été retrouvé.
Trois jours plus tard, lors de son enterrement, le révérend Adam Clayton Powell Sr. blâme la société : « Aucun homme venu d'Afrique n'a eu une vie plus dramatique et une mort aussi tragique. Les deux erreurs de sa vie ont été son manque d'études et d'une cause noble. Notre civilisation est sûrement plus responsable de ces erreurs qu'il ne l'était. [...] Il aurait pu mettre son incroyable vigueur au service du bien, mais on lui a permis de vivre sauvagement, comme de l'électricité incontrôlée et non dirigée, et il a laissé des cicatrices sur le corps de notre civilisation d'une manière qui doit nous faire honte à tous »,,. Son cercueil en métal est recouvert de huit couronnes de fleurs, notamment de sa deuxième femme, d'un club français et de son ancien manager Bob Levy.
En 1993, les ossements de Battling Siki auparavant entreposés dans une fosse commune de New York sont rapatriés au Sénégal à l'instigation de José Sulaimán, alors président de la World Boxing Council (WBC).

### Vie privée

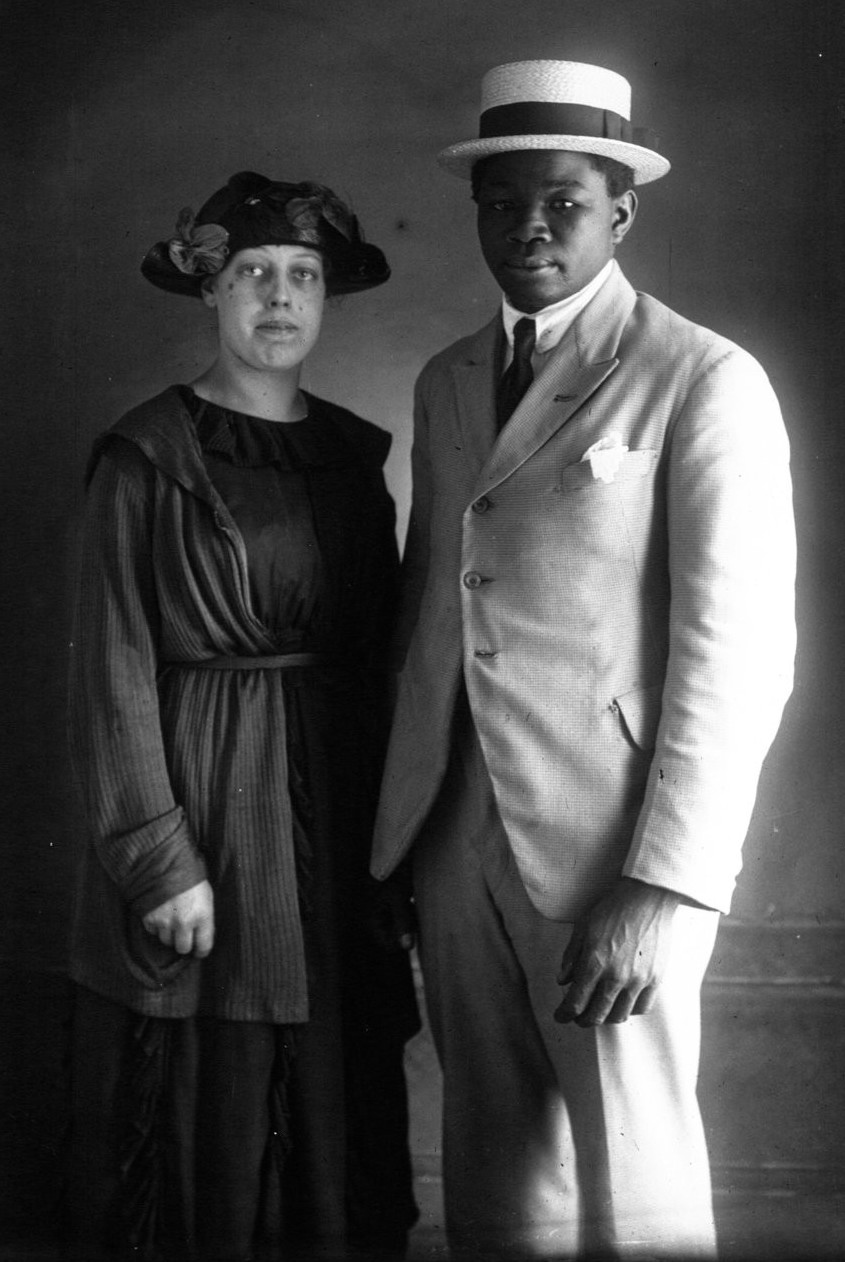
Battling Siki et Lijntje van Appelteer en 1921.

En 1920, entre plusieurs combats aux Pays-Bas, Battling Siki rencontre Lijntje van Appelteer qui devient sa compagne. L'année suivante, alors que Lijntje est enceinte, le couple s'installe à Paris près de la porte d'Orléans dans le 14e arrondissement. Le 16 décembre 1921, le couple devient parent d'un garçon prénommé Louis. Dans un article publié sous son nom dans L'Auto en septembre 1922 après son triomphe mondial, Battling Siki se livre sur sa vie privée : « Je suis Sénégalais et j'en suis fier [...] Ma femme, qui est Hollandaise, est blanche, blonde et ses yeux sont bleus. Je l'aime beaucoup ; elle m'aime aussi et nous nous aimons bien fort tous les deux. Et maintenant que notre petit Louis est né, c'est encore plus gentil et la vie est agréable tout autour de nous. [...] Plus tard, quand mon tour sera venu de lâcher les mitaines, j'irai avec ma petite femme dans une petite campagne de la grande France, pour y vivre tranquillement, au milieu des miens qui, je l'espère, seront nombreux ».
En juillet 1924, alors que son visa est sur le point d'expirer, Battling Siki se marie à Lillian Werner à New York. Il est alors accompagné de son entraîneur belge William Georges Kinelle, de la femme de ce dernier, ainsi que d'une interprète, le boxeur parlant très peu de mots d'anglais.
Son fils, nommé Louis Fall Junior, naturalisé français en 1943, était un musicien de jazz qui s'est produit aux Pays-Bas pendant la Seconde Guerre mondiale, bien que cela ait été interdit par l'occupant allemand. En France, il a été condamné en décembre 1945 par un tribunal militaire à cinq ans de prison pour avoir martyrisé un Polonais à l'aide d'une lame de couteau rougie au feu.

## Palmarès
Il est impossible d'affirmer l'exactitude du bilan match par match de Battling Siki. De son vivant, en 1922, le quotidien sportif L'Auto juge « assez vague » son palmarès d'avant-guerre, le boxeur ne le possédant pas lui-même.
| 91 combats      | 61 victoires | 26 défaites |
| Avant la limite | 32           | 4           |
| Sur décision    | 29           | 22          |
| Match nul       | 4            | 4           |

## Style et personnalité

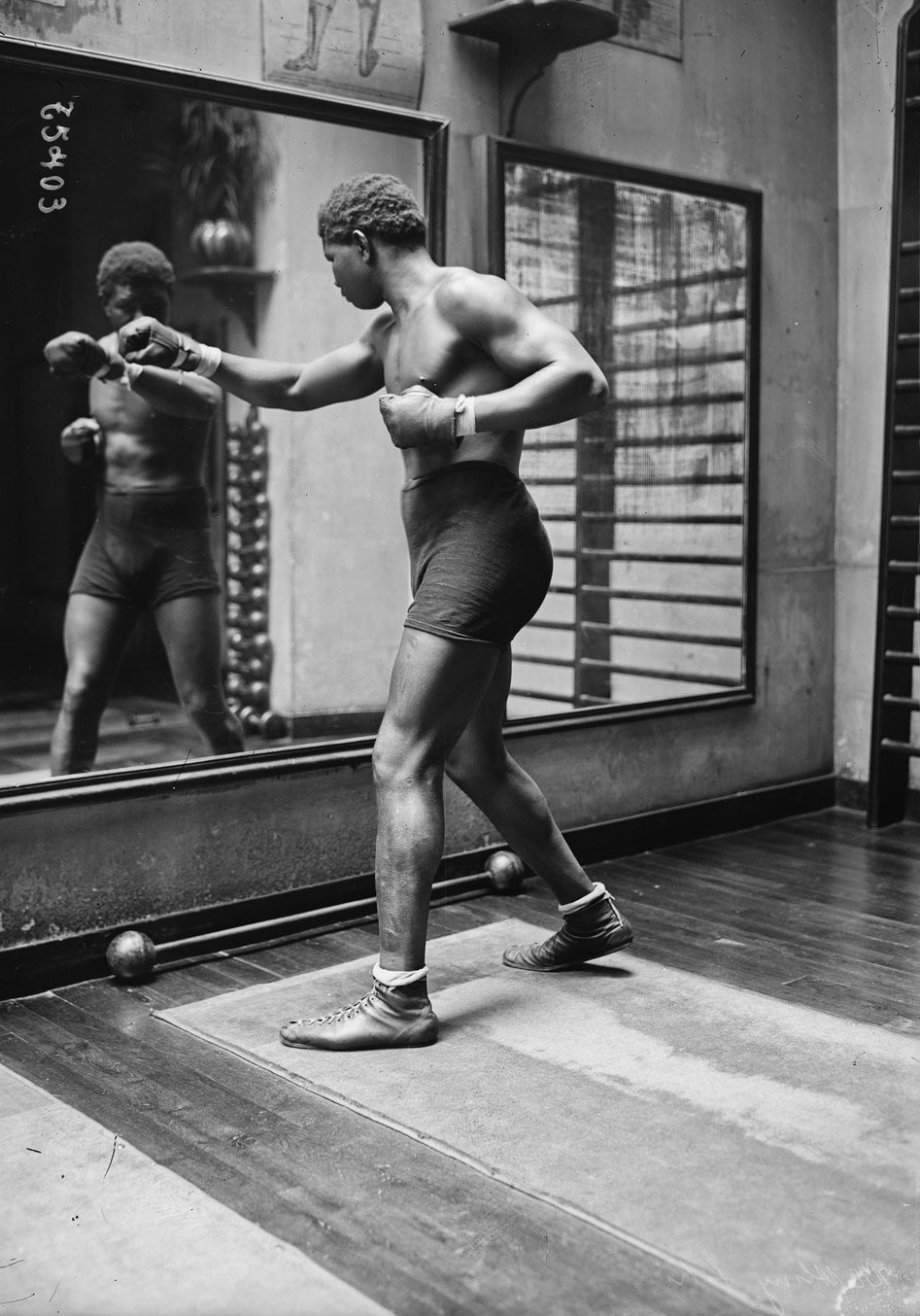
Dans les années 1920, Battling Siki possède des qualités athlétiques incontestables.

Après ses premiers combats parisiens, le boxeur sénégalais est décrit dans L'Auto de la manière suivante : « Battling Siki s'est affirmé comme un combattant pas toujours élégant, peut-être, mais d'une puissance indiscutable et bien faite […]. Son droit, en particulier, est d'une vitesse et d'une violence extraordinaires ».
Avant de battre Georges Carpentier et d'en subir les conséquences, Battling Siki est décrit dans L'Auto en 1922 de la manière suivante : « Il est grand, mince, élancé et très élégant de lignes. Son corps est admirable et de proportions sculpturales. Des jambes harmonieuses soutiennent un torse puissant et ses bras sont exceptionnellement musclés. C'est un athlète et un pur-sang tout à la fois. Son visage est juvénile [...] ses yeux sont joyeux et souriants et tout son être exhale une impression mitigée de puissance, de force, de calme et d'insouciance ».
Les journaux d'époque s'attardent sur la personnalité et le comportement de Battling Siki. Homme libre, aux mœurs singulières, ses écarts lui valent célébrité et critiques. Les reproches portent entre autres sur ses changements de managers jugés trop fréquents, sa consommation d'alcool et son amour pour une femme blanche. Il se marie deux fois à des femmes occidentales, une transgression des codes raciaux de son temps,. Le boxeur est populaire ; la foule parisienne l'a trouvé d'abord importun puis amusant avant de le soutenir dans sa quête mondiale contre Carpentier, frondeuse et envieuse de la gloire et de la fortune du champion.
Dans sa nécrologie du boxeur, Augustin Dethès développe dans un article publié dans L'Auto intitulé Battling Siki, humoriste méconnu l'image que les journaux ont de Siki : « Siki était un garçon pas bête du tout... Ses facéties, ses excentricités et même les scandales qu’il provoqua lui créèrent une renommée mondiale, plus peut-être que les combats qu'il disputa, à part cependant celui qui l'opposa à Georges Carpentier et qui lui valut le titre de champion du monde des poids mi-lourds. […] Le presse sportive et politique relatait chaque jour les faits et gestes du boxeur noir. Ce furent ses démêlés avec une demi-douzaine de managers, ses promenades dans les rues de Paris avec un jeune lion sous le bras, ses randonnées en taxi avec un kanguroo  [sic] empaillé, ses exhibitions dans une cage de fauves de la ménagerie Marcel, ses aventures dans les bars et dancings de Montmartre, qui parfois par leur caractère scandaleux, provoquèrent l’intervention de la police… […] [En Amérique, il] aurait pu s'y faire une place enviable et amasser une fortune si, sur ses puissantes épaules, il avait eu une tête plus solide… […] le drame de la 41e rue n’était venu mettre fin à la tapageuse carrière du boxeur sénégalais ».

## Postérité

### Pionnier oublié
Un siècle après sa carrière, Battling Siki reste un « oublié de la République ». Selon l'universitaire Jean-François Loudcher, « l'oubli sportif de Siki a été sciemment construit par les édiles de la boxe car il dérangeait, il a brisé les codes en mettant en évidence un combat truqué. Puis le temps a fait son œuvre, la boxe a perdu de son attrait. Toutefois, dans la volonté de ne pas le réactualiser, voire le « mythologiser », il est difficile de ne pas faire le lien avec la période compliquée de la décolonisation. » Par exemple, Victor Chapiro l'oublie en 1928 en ne citant que deux champions du monde français : Georges Carpentier et Eugène Criqui ; lors de la présentation du combat de Marcel Cerdan contre Tony Zale en 1948, le journal Combat ne cite pas Siki dans sa liste des boxeurs français sacrés champions du monde,. Pour l'historienne Timothée Jobert, les récits de vie de Battling Siki sont extrêmement ténus et volatiles, les zones d'ombre comme la multiplicité des versions sur un même épisode de son existence, ne favorisent pas l'émergence d'une personnalité dont on puisse apprécier, éprouver la texture.
À partir des années 1990, Battling Siki commence à susciter un engouement hors de France, le cinéaste hollandais Niek Koppen lui consacre un documentaire en 1992. Des biographes américains tentent de retracer sa vie puis Jean-Marie Bretagne lui rend hommage dans Battling Siki s'interrogeant dans L'Équipe « Je me suis toujours demandé pourquoi le vaincu, Carpentier, était plus connu que le vainqueur, Siki. Effacer la trace de Siki, c'est une injustice terrible. » En avril 2007, le Français Souleymane M’Baye, alors champion WBA des super-légers, se rend en pèlerinage sur sa tombe. Battling Siki fait partie des sportifs sélectionnés pour la série de films-portraits de deux minutes Champions de France. Dans une vidéo publiée en janvier 2021 sous le titre « L’histoire oubliée de Battling Siki », le média par internet AJ+ clame qu'il a été effacé des archives sportives « parce qu'il était noir ».

### Battling Siki dans la culture populaire
À Montrouge en 1922, le jeune Ernest Hemingway assiste au combat entre Battling Siki et Georges Carpentier. Dans Le soleil se lève aussi, publié quatre ans après cet événement, l'écrivain fait référence au combat dans un épisode furtif :

« [...] Me rappelle quelque chose comme un match de boxe [dit Bill], match de boxe formidable à Vienne. Y avait un nègre. Me rappelle le nègre parfaitement. [...] Nègre épatant. Ressemblait à Tiger Flowers, mais en quatre fois plus gros. Tout d'un coup, tout le monde s'est mis à jeter des choses. Pas moi. Le nègre venait de descendre le type du pays. Le nègre a levé son gant. Voulait faire un discours. Tout à fait grand air, ce nègre. Commencé son discours. Et puis le Blanc a cogné. Alors il a descendu le Blanc, raide comme balle. Alors, tout le monde s'est mis à lancer des chaises. Le nègre est rentré avec nous en auto. Il n'avait pas de vêtements, il a pris mon veston. J’me rappelle tout maintenant. Belle soirée sportive. 
« – Qu'est-ce qui est arrivé ? 
« – Prêté des vêtements au nègre et suis allé avec lui pour tenter d'obtenir son argent. Prétendaient que le nègre leur devait de l’argent pour les dégâts de la salle. [...] 
« – Comment cela a-t-il fini ? 
« – Pas trop bien, Jake. Injustice partout. Directeur prétendait que le nègre avait promis de ménager le Viennois. Pas permis de mettre knock-out, à Vienne, un type de Vienne [...]. »

En 1930, l'auteur italien Orio Vergani publie un roman intitulé Io, povero negro qui s'inspire de la vie de Battling Siki,.
En 1996, Khadja Nin lui rend hommage dans une chanson en swahili intitulée Mbarik Fall. En 2010, Eddy Vaccaro et Aurélien Ducoudray publient une bande dessinée en hommage à son parcours sous le nom de Championzé. La même année, Lilian Thuram lui consacre un chapitre dans son livre Mes étoiles noires - De Lucy à Barack Obama. En 2016, le contrebassiste Mauro Gargano consacre un disque au parcours du boxeur, nommé Suite For Battling Siki, avec entre autres Bojan Z au piano et Manu Codjia à la guitare.

### Symbole du racisme de son époque
L'historienne Bernadette Deville-Danthu évoque dans sa thèse l'incapacité des Français métropolitains à admettre d'être surclassés par un athlète de couleur durant l'entre-deux-guerres sous la formule du « syndrome Siki », le boxeur en serait l'illustration la plus emblématique. La vie de Battling Siki ressemble à celle de beaucoup de personnes noires qui ont connu la gloire malgré les préjugés de l'époque. Peter Benson note que ces préjugés sont encore plus importants aux États-Unis, l’image des Sénégalais ayant évolué en France de bêtes féroces à d'innocents enfants au début des années 1920. Alors que le Ku Klux Klan est en forte progression en Amérique, les touristes américains utilisent le pouvoir du dollar à Paris pour demander une ségrégation raciale aux restaurateurs et voyagistes. Rencontrant fréquemment ces touristes, Siki observe ces comportements qui le rebutent et le font hésiter à s'installer aux États-Unis.
Battling Siki subit de nombreux propos racistes. Selon Siki, « beaucoup de journalistes ont écrit que j'avais un style issu de la jungle, que j'étais un chimpanzé à qui on avait appris à porter des gants. Ce genre de commentaires me font mal. J’ai toujours vécu dans de grandes villes. Je n'ai jamais vu la jungle. » Ce racisme redouble après son succès face à Georges Carpentier. Dans Le Miroir des sports, André Glarner fait la requête « que les combats entre blancs et noirs ne fussent pas renouvelés. Le mécompte que nous a valu la dernière rencontre opposant les deux couleurs nous suffit. D'une constitution différant de la nôtre, avec une boîte crânienne qui semble d'autant plus dure qu'on n'a pas eu le souci de réserver de la place pour loger quelque chose dedans et qu'on peut la marteler de coup sans autres dommages que ceux que l'on connaît soi-même, les nègres ont sur les blancs des avantages suffisants pour que le moindre incident en défaveur de leurs adversaires les fassent triompher de ces derniers ». Cette virulence est loin d'être unanime, Timothée Jobert la juge « isolée » avec pour preuve les écrits de Jean Antoine dans L'Auto : « Que Siki soit Noir ou Blanc, peu importe. C'est un magnifique athlète français qui s'est avéré meilleur que Georges Carpentier. Et c’est tout ».
Ce portrait de sauvage persiste pendant de nombreuses décennies. En 1934 dans Marianne, Georges Carpentier revient sur son combat contre Battling Siki en l'évoquant de la sorte : « Il était comme un animal qui a pris le goût du sang et il se précipita sur moi avec toute la sauvagerie de sa race » et évoque la honte que cette défaite lui a procurée « Pendant des jours et des jours, la vie me fut un cauchemar, car je sentais bien que j'avais cessé d'être le boxeur le plus populaire de France et que Siki, « le chimpanzé du ring », avait pris ma place. Une défaite des mains d'un autre boxeur, même si elle avait eu pour effet de me faire rentrer dans le rang, m'aurait été moins pénible. Ç'aurait été le jeu. Mais avoir dû abaisser mon drapeau devant Siki, cela je ne pouvais le supporter ». En 1949, vingt ans après sa mort, Gaston Bénac le décrit de la manière suivante : « Battling Siki, boxeur bien doué physiquement sans doute mais incapable, moralement, de se conduire en homme civilisé. Il était resté le sauvage de la brousse, lâché, avec tous ses maudits instincts, dans les plus grandes villes du monde. Un tigre égaré dans les Champs-Élysées et dans Broadway ».

### Citations originales
1. ↑  (nl) « Het swarte wonder ».
2. ↑  (en) « wild man of the boulevards ».
3. ↑  (en) « He was a good boy, a good boy. He was just mischievous. He would never harm anybody. ».
4. ↑  (en) « No man ever came out of Africa who had more dramatic life or had a more tragic ending. A lack of proper preparation or a noble purpose were the two dreadful mistakes of his life. Our civilization is perhaps more to blame for these mistakes than he was. [...] He could have been molded into a tremendous force for good, but he was allowed to run wild, like uncontrolled and undirected electricity, and he left scars upon the body of civilized mankind of which we should all be ashamed ».